# Liste der Biografien/Nag
Liste der Biografien |
Portal Biografien |
Personensuche
# |
A |
B |
C |
D |
E |
F |
G |
H |
I |
J |
K |
L |
M |
N |
O |
P |
Q |
R |
S |
T |
U |
V |
W |
X |
Y |
Z |
?
 
Na |
Nb |
Nc |
Nd |
Ne |
Nf |
Ng |
Nh |
Ni |
Nj |
Nk |
Nl |
Nm |
Nn |
No |
Nr |
Ns |
Nt |
Nu |
Nv |
Nw |
Nx |
Ny |
Nz
 
Naa |
Nab |
Nac |
Nad |
Nae |
Naf |
Nag |
Nah |
Nai |
Naj |
Nak |
Nal |
Nam |
Nan |
Nao |
Nap |
Naq |
Nar |
Nas |
Nat |
Nau |
Nav |
Naw |
Nax |
Nay |
Naz
Die Liste der Biografien führt alle Personen auf, die in der deutschsprachigen Wikipedia einen Artikel haben. Dieses ist eine Teilliste mit 705 Einträgen von Personen, deren Namen mit den Buchstaben „Nag“ beginnt.

## Nag
- Nag, Karl (1893–1975), norwegischer Ruderer
- Nag, Manilal (* 1939), indischer Sitarspieler und Musikpädagoge
- Nag, Mita (* 1969), bengalische Sitaristin
- Nag, Theodor (1890–1959), norwegischer Ruderer
- Nag, Torfinn (* 1956), norwegischer Schauspieler und Regisseur

### Naga
- Naga, Fayza Mohamed Aboul (* 1951), ägyptische Ministerin für Entwicklungszusammenarbeit
- Nagadome, Kaoru (* 1973), japanische Fußballspielerin
- Nagae, Terumi, japanische Fußballspielerin
- Nagahama, Hiroyuki (* 1958), japanischer Senator
- Nagahama, Kazutoshi (* 1969), japanischer Skilangläufer
- Nagahara, Wakana (* 1996), japanische Badmintonspielerin
- Nagahashi, Yasuhiro (* 1975), japanischer Fußballspieler
- Nagahata, Yūki (* 1989), japanischer Fußballspieler
- Nagahisa, Makoto (* 1984), japanischer Filmemacher, Videokünstler und Autor
- Nagai Kafū (1879–1959), japanischer Schriftsteller
- Nagai, Akio (* 1942), japanischer Karatemeister
- Nagai, Atsushi (* 1974), japanischer Fußballspieler
- Nagai, Eiichi, japanischer Badmintonspieler
- Nagai, Erico (* 1947), japanische Schmuckdesignerin
- Nagai, Gō (* 1945), japanischer Manga-Zeichner
- Nagai, Hibiki (* 2000), japanischer Fußballspieler
- Nagai, Hideaki (* 1983), japanischer Nordischer Kombinierer
- Nagai, Hideki (* 1971), japanischer Fußballspieler
- Nagai, Hitoshi (* 1951), japanischer Philosoph und Hochschullehrer
- Nagai, Ichirō (1931–2014), japanischer Synchronsprecher
- Nagai, Ikuko (1893–1983), japanische Opernsängerin
- Nagai, Jordan (* 2000), US-amerikanischer Synchronsprecher
- Nagai, Junji (* 1981), japanischer Biathlet
- Nagai, Kazuma (* 1998), japanischer Fußballspieler
- Nagai, Kazumasa (* 1929), japanischer Plakatdesigner
- Nagai, Kengo (* 1994), japanischer Fußballspieler
- Nagai, Kenji (1957–2007), japanischer Reporter
- Nagai, Kensuke (* 1989), japanischer Fußballspieler
- Nagai, Nagayoshi (1844–1929), japanischer Chemiker
- Nagai, Naoyuki (1816–1896), Leiter Marinetrainingszentrums Nagasaki
- Nagai, Paul Takashi (1908–1951), japanischer Radiologe und AutorPaul Takashi Nagai (1908–1951)

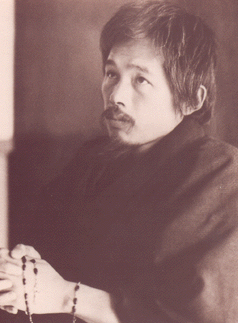
Paul Takashi Nagai (1908–1951)

- Nagai, Ryō (* 1991), japanischer Fußballspieler
- Nagai, Ryūtarō (1881–1944), japanischer Hochschullehrer und Politiker
- Nagai, Shunta (* 1982), japanischer Fußballspieler
- Nagai, Sota (* 1999), japanischer Fußballspieler
- Nagai, Tatsunari (* 1995), japanischer Fußballspieler
- Nagai, Tatsuo (1904–1990), japanischer Schriftsteller
- Nagai, Uta (1819–1863), japanischer Samurai
- Nagai, Yasutomo (1965–1995), japanischer Motorradrennfahrer
- Nagai, Yoshikazu (* 1952), japanischer Fußballspieler
- Nagai, Yūichirō (* 1979), japanischer Fußballspieler
- Nagaishi, Takumi (* 1996), japanischer Fußballspieler
- Nagaitis, Adam (* 1985), britischer SchauspielerAdam Nagaitis (* 1985)

Adam Nagaitis (* 1985)

- Nagaja, Marija Fjodorowna (1553–1612), siebente Gattin des russischen Zaren Iwan IV.
- Nagajew, Alexei Iwanowitsch (1704–1781), russischer Marine-Offizier, Hydrograph und Kartograf
- Nagajew, Nikolai Wassiljewitsch (1883–1976), russischer Generalstabsoffizier und Bischof
- Nagajewa, Sarema Sadykowna (* 1949), sowjetisch-ukrainisch-russische Architektin, Stadtplanerin und Hochschullehrerin
- Nagakawa, Kanta (* 2002), japanischer Fußballspieler
- Nagaki, Ryōta (* 1988), japanischer Fußballspieler
- Nagakubo, Fumio (* 1937), japanischer Eisschnellläufer
- Nagakubo, Hatsue (* 1935), japanische Eisschnellläuferin
- Nagakubo, Sekisui (1717–1801), japanischer Geograph und Kartograph
- Nagakura, Hayate (* 1996), japanischer Fußballspieler
- Nagakura, Motoki (* 1999), japanischer Fußballspieler
- Nagakura, Saburō (1920–2020), japanischer Physikochemiker
- Nagakura, Shimpachi (1839–1915), japanischer Korpsführer einer Einheit der Shinsengumi
- Nagal, Sumit (* 1997), indischer Tennisspieler
- Nagalo, Adamo (* 2002), burkinisch-ivorischer Fußballspieler
- Nagamatsu, Ryō (* 1982), japanischer Komponist von Videospielmusik
- Nagamine, Hiroko (* 1979), japanische Badmintonspielerin
- Nagamine, Hironori (* 1973), japanischer Fußballspieler
- Nagamine, Hisaki (* 1997), japanischer Nordischer Kombinierer
- Nagamine, Kaori (* 1968), japanische Fußballspielerin
- Nagamine, Shōshin (1907–1997), japanischer Kampfkunstexperte
- Nagamine, Yūto (* 2000), japanischer Fußballspieler
- Nagamootoo, Moses (* 1947), guyanischer Politiker
- Nagamori, Shigenobu (* 1944), japanischer Manager
- Nagamura, Paulo (* 1983), brasilianischer Fußballspieler
- Nagano, Fūka (* 1999), japanische Fußballspielerin
- Nagano, Kent (* 1951), US-amerikanischer DirigentKent Nagano (* 1951)

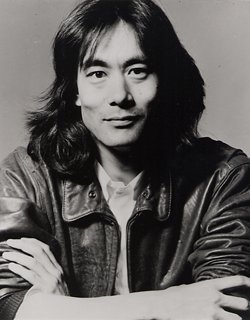
Kent Nagano (* 1951)

- Nagano, Osami (1880–1947), japanischer AdmiralNagano Osami (1880–1947)

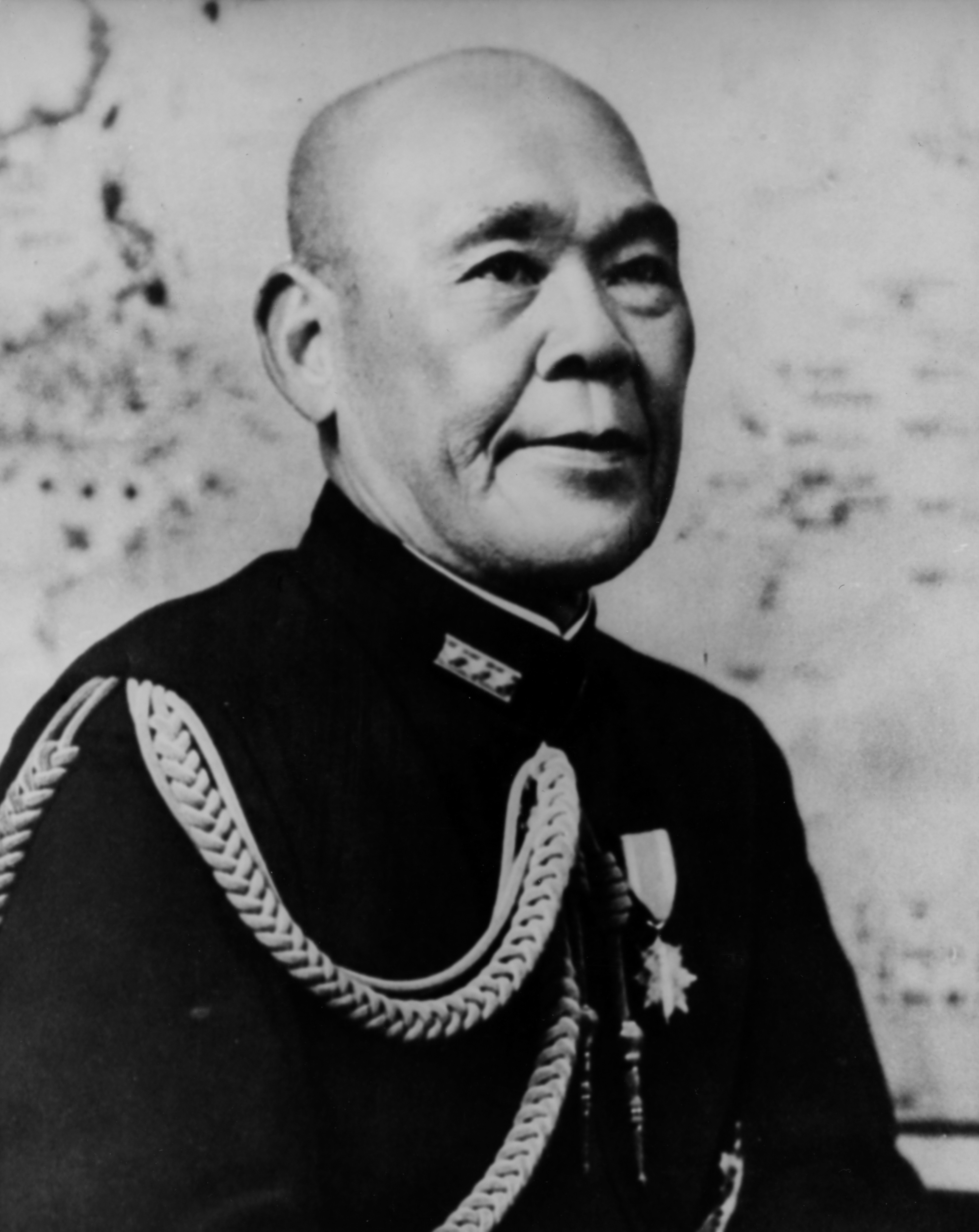
Nagano Osami (1880–1947)

- Nagano, Sana (* 1984), japanische Jazzmusikerin (Geige, Komposition)
- Nagano, Satoshi (* 1982), japanischer Fußballspieler
- Nagano, Shigeo (1900–1984), japanischer Unternehmer
- Nagano, Shiina (* 1964), japanische Popsängerin und Liedtexterin
- Nagano, Shōki (* 2002), japanischer Fußballspieler
- Nagano, Takeshi (1923–2008), japanischer Unternehmern und Wirtschaftsmanager
- Nagano, Yūdai (* 1998), japanischer Fußballspieler
- Nagano, Yūdai (* 1998), japanischer Florettfechter
- Nagant, Émile (1830–1902), belgischer Fabrikant und Waffenkonstrukteur
- Nagant, Léon (1833–1900), belgischer Waffenkonstrukteur und Fabrikant
- Naganuma, Ken (1930–2008), japanischer Fußballspieler, -trainer und -funktionär
- Naganuma, Mutsuo (* 1945), japanischer Kameramann
- Naganuma, Yōichi (* 1997), japanischer Fußballspieler
- Nagao Tamekage, japanischer Feudalherr
- Nagao, Makoto (1936–2021), japanischer Informatiker
- Nagao, Takashi (* 1957), japanischer Hürdenläufer und Sprinter
- Nagao, Takashi (* 1962), japanischer Politiker
- Nagao, Yasushi (1930–2009), japanischer Pressefotograf
- Nagao, Yūto (* 2001), japanischer Fußballspieler
- Nagaoka, Hantarō (1865–1950), japanischer Physiker
- Nagaoka, Harukazu (1877–1949), japanischer Diplomat und Jurist, Richter am Ständigen Internationalen Gerichtshof
- Nagaoka, Keiko (* 1953), japanische Politikerin
- Nagaoka, Kunito (* 1940), japanischer Kunstprofessor, Maler, Radierer und Grafiker
- Nagaoka, Masaru (* 1962), japanischer Skispringer
- Nagaoka, Shuichi (1876–1952), japanischer Judoka und Judotrainer
- Nagaoka, Shūsei (1936–2015), japanischer Illustrator
- Nagaosa, Naoto (* 1958), japanischer Physiker
- Nagar, Schalom (1936–2024), israelischer Henker Adolf Eichmanns
- Nagaraj, Bharmappa (* 1982), indischer Sprinter
- Nagarathna, B. V. (* 1962), indische Juristin
- Nagare, Masayuki (1923–2018), japanischer Bildhauer
- Nagarjuna, Begründer der Shûnyavâda-Schule innerhalb des Mahayana-BuddhismusNagarjuna

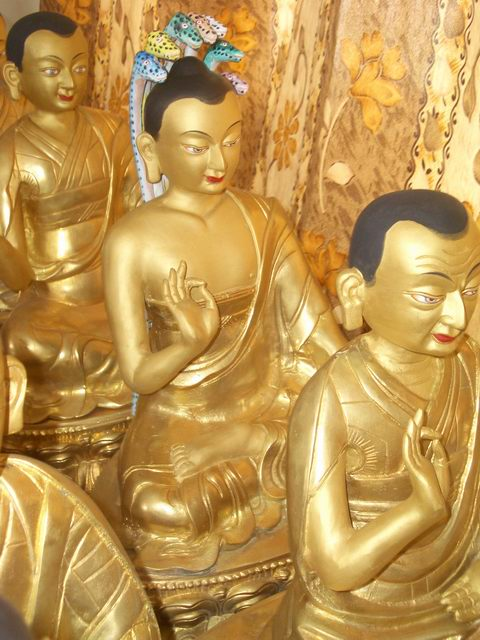
Nagarjuna

- Nagarkar, Daksha (* 1995), indische Schauspielerin
- Nagarkar, Kiran (1942–2019), indischer Schriftsteller
- Nagasaka, Naoki (* 1953), japanischer Autorennfahrer
- Nagasaka, Yūto (* 1994), japanischer Fußballspieler
- Nagasaki, Kento (* 1990), japanischer Fußballspieler
- Nagasaki, Miyu (* 2002), japanische Tischtennisspielerin
- Nagasako, Yoshitaku (* 1993), japanischer Radrennfahrer
- Nagasato, Asano (* 1989), japanische Fußballspielerin
- Nagasato, Genki (* 1985), japanischer Fußballspieler
- Nagasato, Yūki (* 1987), japanische Fußballspielerin
- Nagasawa, Kanaye (1852–1934), japanisch-amerikanischer Winzer
- Nagasawa, Kazuaki (* 1958), japanischer Fußballspieler und -trainer
- Nagasawa, Kazuki (* 1991), japanischer Fußballspieler
- Nagasawa, Kenta (* 1993), japanischer Judoka
- Nagasawa, Masami (* 1987), japanische SchauspielerinMasami Nagasawa (* 1987)

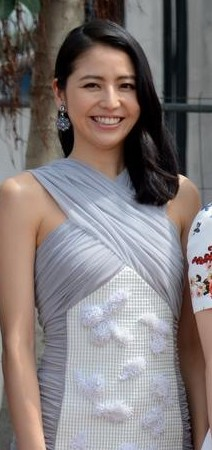
Masami Nagasawa (* 1987)

- Nagasawa, Rosetsu (1754–1799), japanischer Maler
- Nagasawa, Ryōsuke (* 1998), japanischer Fußballspieler
- Nagasawa, Shiva Tafari (* 2001), japanischer Fußballspieler
- Nagasawa, Shun (* 1988), japanischer Fußballspieler
- Nagasawa, Takumi (* 1992), japanischer Fußballspieler
- Nagasawa, Takuya (* 1993), japanischer Fußballspieler
- Nagasawa, Tetsu (* 1968), japanischer Fußballspieler
- Nagasawa, Yūya (* 1996), japanischer Fußballspieler
- Nagase, Jin’en (* 1943), japanischer Politiker
- Nagase, Masatoshi (* 1966), japanischer Schauspieler und Sänger
- Nagase, Takanori (* 1993), japanischer Judoka
- Nagase, Tomoya (* 1978), japanischer Vocalist in der japanischen J-Pop-Band TOKIO und Schauspieler
- Nagashima, Akihiro (* 1964), japanischer Fußballspieler
- Nagashima, Hiroaki (* 1967), japanischer Fußballspieler
- Nagashima, Keiichirō (* 1982), japanischer Eisschnellläufer
- Nagashima, Kōdai (* 1998), japanischer Fußballspieler
- Nagashima, Shigeo (1936–2025), japanischer Baseball-Spieler und Manager
- Nagashima, Shinji (1937–2005), japanischer Manga-Zeichner
- Nagashima, Tetsuta (* 1992), japanischer Motorradrennfahrer
- Nagashima, Yū (* 1972), japanischer Schriftsteller
- Nagashima, Yurie (* 1973), japanische Fotografin
- Nagashima, Yūshi (* 1996), japanischer Fußballspieler
- Nagasu, Mirai (* 1993), US-amerikanische ehemalige Eiskunstläuferin und heutige Eiskunstlauftrainerin
- Nagasue, Eiichi (1918–1994), japanischer Politiker
- Nagaswamy, Ramachandran (1930–2022), indischer Historiker und Archäologe
- Nagata, Anna (* 1982), japanische Filmschauspielerin
- Nagata, Anri (* 2000), japanische Tennisspielerin
- Nagata, Jun-iti (1925–2007), japanischer Mathematiker
- Nagata, Kanta (* 2001), japanischer Fußballspieler
- Nagata, Katsuhiko (* 1973), japanischer Ringer
- Nagata, Kazuma (* 2000), japanischer Fußballspieler
- Nagata, Kodai (* 2002), japanischer Fußballspieler
- Nagata, Linda (* 1960), US-amerikanische Science-Fiction- und Fantasy-Schriftstellerin
- Nagata, Mami (* 1987), japanische Organistin
- Nagata, Masaichi (1906–1985), japanischer Film-Unternehmer und Besitzer eines professionellen Baseball-Teams
- Nagata, Masayoshi (1927–2008), japanischer Mathematiker
- Nagata, Minoru (* 1906), japanischer Skilangläufer
- Nagata, Mitsuru (* 1983), japanischer Fußballspieler
- Nagata, Ryōta (* 1985), japanischer Fußballspieler
- Nagata, Ryūji (* 1972), japanischer Fußballspieler
- Nagata, Shigekazu (* 1949), japanischer Molekularbiologe
- Nagata, Shunsui (1889–1970), japanischer Maler der Nihonga-Richtung
- Nagata, Takashi (* 1972), japanischer Fußballspieler
- Nagata, Takeshi (1913–1991), japanischer Geophysiker
- Nagata, Takuya (* 1990), japanischer Fußballspieler
- Nagata, Teiryū (1654–1734), japanischer Dichter
- Nagata, Tetsuo (* 1952), japanischer Kameramann
- Nagata, Tetsuzan (1884–1935), Generalleutnant der Kaiserlichen Japanischen Armee
- Nagata, Tokuhon (1513–1630), japanischer Mediziner
- Nagata, Wataru (1922–1995), japanischer Chemiker
- Nagatholy, Shajan (* 1991), deutsch-indischer Offensive Line Coach in der European League of Football
- Nagatis, Matthias (* 1954), deutscher Schauspieler, Autor und Theaterregisseur
- Nagatō, Ayumu (* 1997), japanischer Fußballspieler
- Nagato, Hiroyuki (1934–2011), japanischer Schauspieler
- Nagato, Katsuya (* 1995), japanischer Fußballspieler
- Nagatomi, Yūya (* 1982), japanischer Fußballspieler
- Nagatomo, Kōichirō (* 1982), japanischer Fußballspieler
- Nagatomo, Yūto (* 1986), japanischer FußballspielerYūto Nagatomo (* 1986)

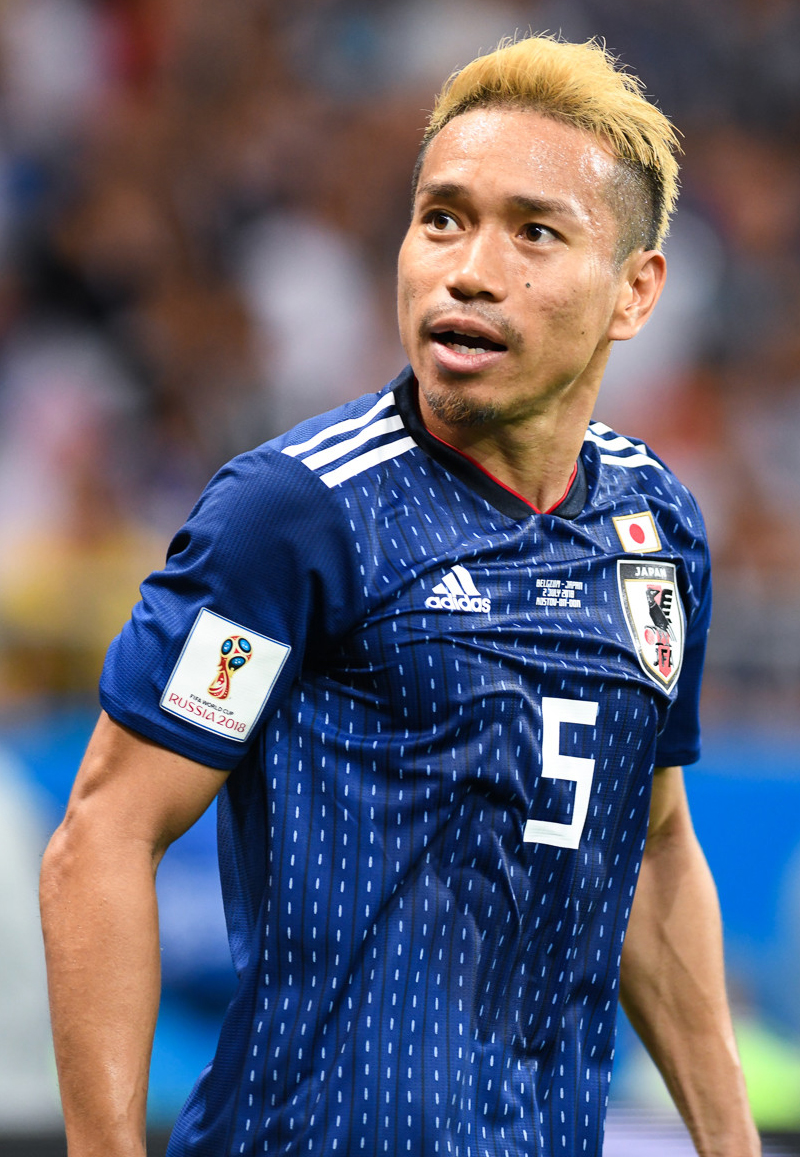
Yūto Nagatomo (* 1986)

- Nagatsuka, Kyōko (* 1974), japanische Tennisspielerin
- Nagatsuka, Takashi (1879–1915), japanischer Schriftsteller
- Nagatsuma, Akira (* 1960), japanischer Politiker
- Nagaya († 729), japanischer Politiker und kaiserlicher Prinz der Nara-Zeit
- Nagaya, Makiko (* 1955), japanische Eisschnellläuferin
- Nagayama, Hideki (* 1996), thailändischer Eishockeyspieler
- Nagayama, Kazuya (* 1982), japanischer Fußballspieler
- Nagayama, Kunio (* 1970), japanischer Fußballspieler
- Nagayama, Norio (1949–1997), japanischer Mörder und Schriftsteller
- Nagayama, Ryūju (* 1996), japanischer Judoka
- Nagayama, Yūko (* 1975), japanische Architektin
- Nagayev, Amir (* 2004), usbekischer Hochspringer
- Nagayo, Sensai (1838–1902), japanischer Mediziner
- Nagayo, Yoshirō (1888–1961), japanischer Schriftsteller
- Nagayoshi, Takuma (* 1986), japanischer Fußballspieler
- Nagazumi, Yasuko (* 1943), Hollywood-Modemanagerin und ehemalige Schauspielerin

### Nagb
- Nagbe, Darlington (* 1990), liberianisch-US-amerikanischer Fußballspieler

### Nage

#### Nagee
- Nageeye, Abdi (* 1989), niederländischer Leichtathlet

#### Nagei
- Nageikina, Swetlana Wjatscheslawowna (* 1965), russische Skilangläuferin

#### Nagel
- Nagel zu Aichberg, Anton von (1798–1859), deutscher Jurist und Politiker
- Nagel zu Aichberg, Karl von (1866–1919), bayerischer Generalmajor
- Nagel zu Ittlingen, Philipp Ludwig von (1654–1712), Domherr in Münster
- Nagel zu Loburg, Heidenreich Adolf von (1690–1748), Domherr in Münster und Osnabrück
- Nagel zur Loburg, Clemens August von (1748–1828), Obrist in Münster
- Nagel zur Loburg, Josef Marsil Wilhelm Xaver von (1715–1777), Obrist in Münster
- Nagel, Aaron (* 1980), amerikanischer Maler und Musiker
- Nagel, Adolph (1800–1873), deutscher Musikverleger
- Nägel, Adolph (1875–1939), deutscher Maschinenbauingenieur und Hochschullehrer
- Nagel, Adrian Wilhelm von (1721–1798), Amtsdroste in Stromberg und Werne, kurkölnischer Kämmerer
- Nagel, Alberto (* 1965), italienischer Banker
- Nagel, Albine (1884–1969), österreichische Opernsängerin (Sopran)
- Nagel, Albrecht (1833–1895), deutscher Augenheilkundler und Hochschullehrer
- Nagel, Alexander (1925–2012), deutscher Architekt und Politiker (FDP/DVP), MdL
- Nagel, Alexander-Kenneth (* 1978), deutscher Religionswissenschaftler
- Nagel, Alfred (1896–1967), württembergischer Landrat
- Nagel, Andreas (* 1964), deutscher Fußballspieler
- Nagel, Anne (1915–1966), US-amerikanische Schauspielerin
- Nagel, Anne Christine (* 1962), deutsche Historikerin
- Nagel, Anton (1742–1812), römisch-katholischer Geistlicher, Historiker und Autor
- Nagel, Anton (1882–1957), deutscher Bildhauer
- Nagel, Armin (* 1969), deutscher Komiker, Schauspieler und Moderator
- Nagel, Arthur (1890–1945), deutscher Politiker (SPD, KPD), MdR
- Nagel, August (1882–1943), deutscher Kamerafabrikant und -konstrukteur
- Nagel, Bernd (* 1963), evangelischer Pfarrer
- Nagel, Bernhard (* 1942), deutscher Rechtswissenschaftler
- Nagel, Bernhard August (1846–1937), deutscher Orgelbauer
- Nagel, Björn (* 1978), deutscher Springreiter, der für die Ukraine reitet
- Nagel, Carsten (* 1955), dänischer Autor und Psychotherapeut
- Nagel, Carsten-Otto (* 1962), deutscher SpringreiterCarsten-Otto Nagel (* 1962)

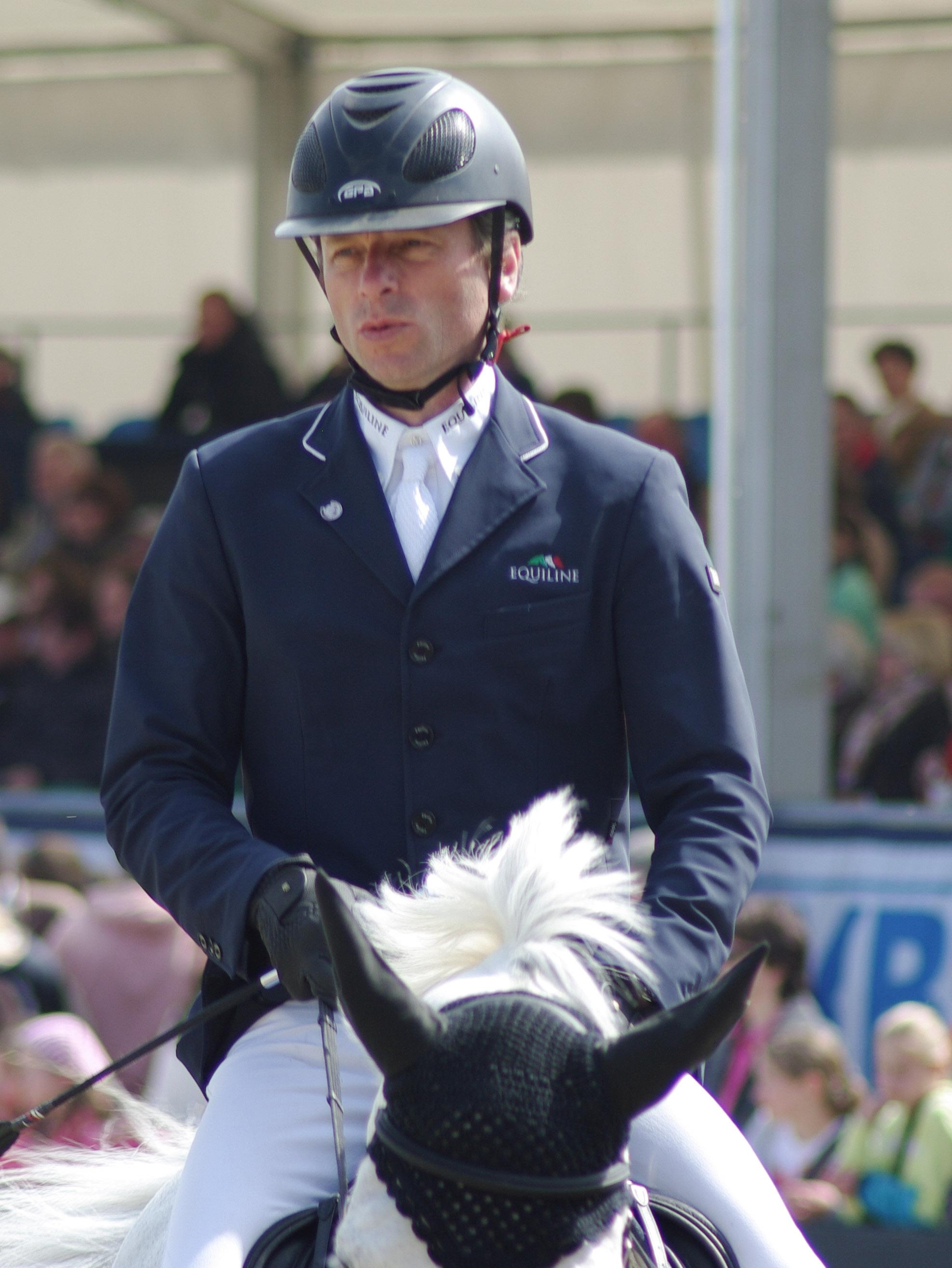
Carsten-Otto Nagel (* 1962)

- Nagel, Charles (1849–1940), US-amerikanischer Politiker und Jurist
- Nagel, Christiaan (* 1982), britischer Streetartkünstler
- Nagel, Christian August (1821–1903), deutscher Geodät und Hochschullehrer
- Nagel, Christian Heinrich von (1803–1882), deutscher Mathematiker
- Nagel, Christine (* 1959), Schweizer Parfümeurin
- Nagel, Christine (* 1969), deutsche Hörspielregisseurin und -autorin
- Nagel, Christoph Bernhard von (1665–1726), General in Münster
- Nagel, Claudia (* 1965), deutsche Forscherin
- Nagel, Clemens (* 1945), deutscher Politiker (SPD), MdL
- Nagel, Conrad (1897–1970), US-amerikanischer Filmschauspieler
- Nagel, David (* 1981), deutscher E-Sportler
- Nagel, Dietrich, Domherr in Münster
- Nagel, Dietrich Hermann von (1621–1685), General in Münster
- Nagel, Doris, österreichische Paläontologin
- Nagel, Eckhard (* 1960), deutscher MedizinerEckhard Nagel (* 1960)

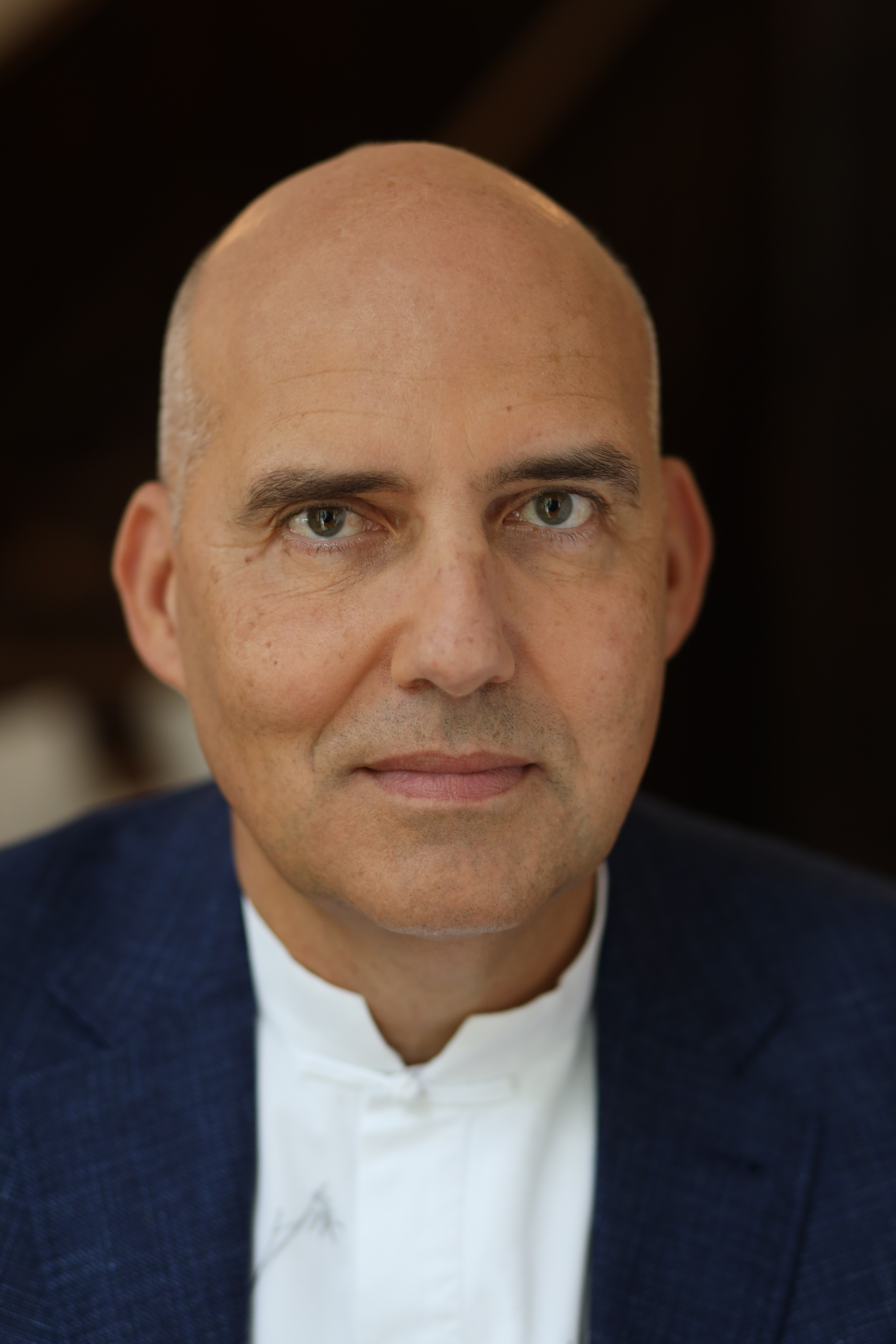
Eckhard Nagel (* 1960)

- Nagel, Edmund Friedrich Levin von (1689–1744), Amtsdroste in Stromberg und General in der fürstbischöflichen Armee
- Nagel, Eike (* 1967), deutscher Kardiologe
- Nagel, Elke (* 1938), deutsche Autorin
- Nagel, Emil (* 1853), deutscher Offizier und Afrikareisender
- Nagel, Erika (1920–2007), deutsche Malerin
- Nagel, Erika (1943–1999), deutsche Prähistorikerin
- Nagel, Ernest (1901–1985), slowakisch-amerikanischer Philosoph und Wissenschaftstheoretiker
- Nagel, Ernst (1898–1976), deutscher Rechtsanwalt, Notar und Politiker (fraktionslos), MdL
- Nagel, Ernst (1931–2001), deutscher katholischer Theologe und Militärseelsorger
- Nagel, Ferdinand Ignaz von (1660–1726), Domdechant in Hildesheim und Domherr in Münster
- Nagel, Ferdinand Matthias von (1679–1733), Amtsdroste in Hildesheim und Domherr in Münster
- Nagel, Florian (* 1992), deutscher Fußballspieler
- Nagel, Frank Norbert (* 1943), deutscher Geograph und Hochschullehrer
- Nagel, Franz (1907–1976), deutscher Maler und Grafiker
- Nagel, Franz Adolf von (1680–1746), Amtsdroste und Dompropst im Hochstift Münster
- Nagel, Franz Christoph (1699–1764), deutscher Baumeister des Barock
- Nagel, Franz Ferdinand von (1734–1762), Amtsdroste in Winzenburg und Domherr in Münster und Paderborn
- Nagel, Friederich (* 1993), deutscher Volleyballspieler
- Nagel, Friedrich (1810–1884), deutscher Politiker und Jurist
- Nagel, Friedrich Wilhelm (1940–2024), deutscher Agrarwissenschaftler und Ökonom
- Nagel, Fritz (1890–1962), deutscher Landwirtschaftspädagoge und Hochschullehrer
- Nagel, Georg († 1619), Domherr in Münster
- Nagel, Georg (* 1953), deutscher Biophysiker
- Nagel, Georg Adolf von (1695–1730), Domherr in Münster
- Nagel, Georg Levin von (1658–1723), General in verschiedenen Heeren und Landkomtur des Deutschen Ordens
- Nagel, Georges (1899–1956), Schweizer Ägyptologe
- Nagel, Gerd (* 1936), Schweizer Mediziner
- Nagel, Gerd (* 1957), deutscher Leichtathlet und Olympiateilnehmer
- Nagel, Gert (* 1936), deutscher Antiquitätenhändler und Auktionator
- Nagel, Gottlieb (1787–1827), deutscher Befreiungskämpfer, Dichter und Pädagoge
- Nagel, Gottlieb (1892–1978), deutscher Polizeioffizier und Täter des Holocaust
- Nagel, Gottlob Heinrich (1805–1883), deutscher Orgelbauer
- Nagel, Günter (1936–2020), deutscher Landschaftsarchitekt und Hochschullehrer
- nagel, gustaf (1874–1952), deutscher Naturmensch, Lebensreformer, Wanderprediger und SchreibreformerGustaf nagel (1874–1952)

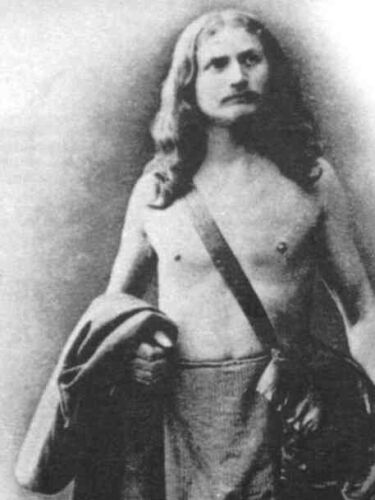
Gustaf nagel (1874–1952)

- Nagel, Gustav Friedrich (1868–1944), deutscher evangelischer Theologe
- Nagel, Hanna (1907–1975), deutsche Zeichnerin, Grafikerin und Buchillustratorin
- Nagel, Hans (1882–1964), deutscher Generalmajor im Zweiten Weltkrieg
- Nagel, Hans (1926–1978), deutscher bildender Künstler
- Nagel, Hans-Hellmut (* 1935), deutscher Informatiker
- Nagel, Hans-Jürgen (* 1938), deutscher Politiker (CDU), MdL
- Nagel, Hansjörg (1938–2016), deutscher Eishockeyspieler
- Nagel, Heinrich (1888–1958), deutscher Politiker
- Nagel, Henriette (* 1992), deutsche Schauspielerin
- Nagel, Herbert Christian (1924–2016), deutscher Autor
- Nagel, Hermann (1584–1637), Domherr in Münster
- Nagel, Hermann (1871–1945), deutscher Jurist und Politiker
- Nagel, Hermann Adolf von (1732–1782), Amtsdroste in Stromberg und Domherr in Hildesheim, Münster und Paderborn
- Nagel, Hermann Werner von (1696–1747), Amtsdroste in Winzenburg (Hildesheim)
- Nagel, Ida von (1917–1971), deutsche Dressurreiterin
- Nagel, Ivan (1931–2012), ungarisch-deutscher Universalgelehrter, Kritiker und Theaterintendant
- Nagel, Jakob (1790–1841), Schweizer Arzt, Landammann und Tagsatzungsgesandter
- Nagel, Jakob (1899–1973), deutscher Elektroingenieur, Ministerialbeamter, Herausgeber, Erfinder und Manager
- Nagel, Jan (* 1939), niederländischer Politiker (50PLUS)
- Nagel, Jan Paul (1934–1997), sorbischer Komponist
- Nagel, Joachim (* 1966), deutscher Volkswirtschaftler, Vorstand der deutschen BundesbankJoachim Nagel (* 1966)
- Nagel, Jobst, Domherr in Münster

Joachim Nagel (* 1966)

- Nagel, Johann († 1577), Domherr in Münster
- Nagel, Johann Andreas Michael (1710–1788), deutscher Hebraist und Orientalist
- Nagel, Johann Friedrich (1765–1825), sächsischer Maler
- Nagel, Joseph Anton (1717–1794), österreich-ungarischer Mathematiker, Höhlenforscher und Kartograf
- Nagel, Judy (* 1951), US-amerikanische Skirennläuferin
- Nagel, Jule (* 2002), deutsche Influencerin
- Nagel, Juliane (* 1978), deutsche Politikerin (Die Linke), MdL
- Nagel, Julius (1809–1884), deutscher evangelisch-lutherischer Theologe
- Nagel, Jürgen (* 1942), deutscher Fotografiker und Fotograf
- Nagel, Jürgen G. (* 1966), deutscher Historiker und Hochschullehrer
- Nagel, Kai (* 1965), deutscher theoretischer Physiker
- Nagel, Karl (1928–2013), deutscher Politiker (CDU), MdL
- Nagel, Karl (* 1960), deutscher Politiker (APPD) und Musiker, Organisator der Chaostage und APPD-KanzlerkandidatKarl Nagel (* 1960)

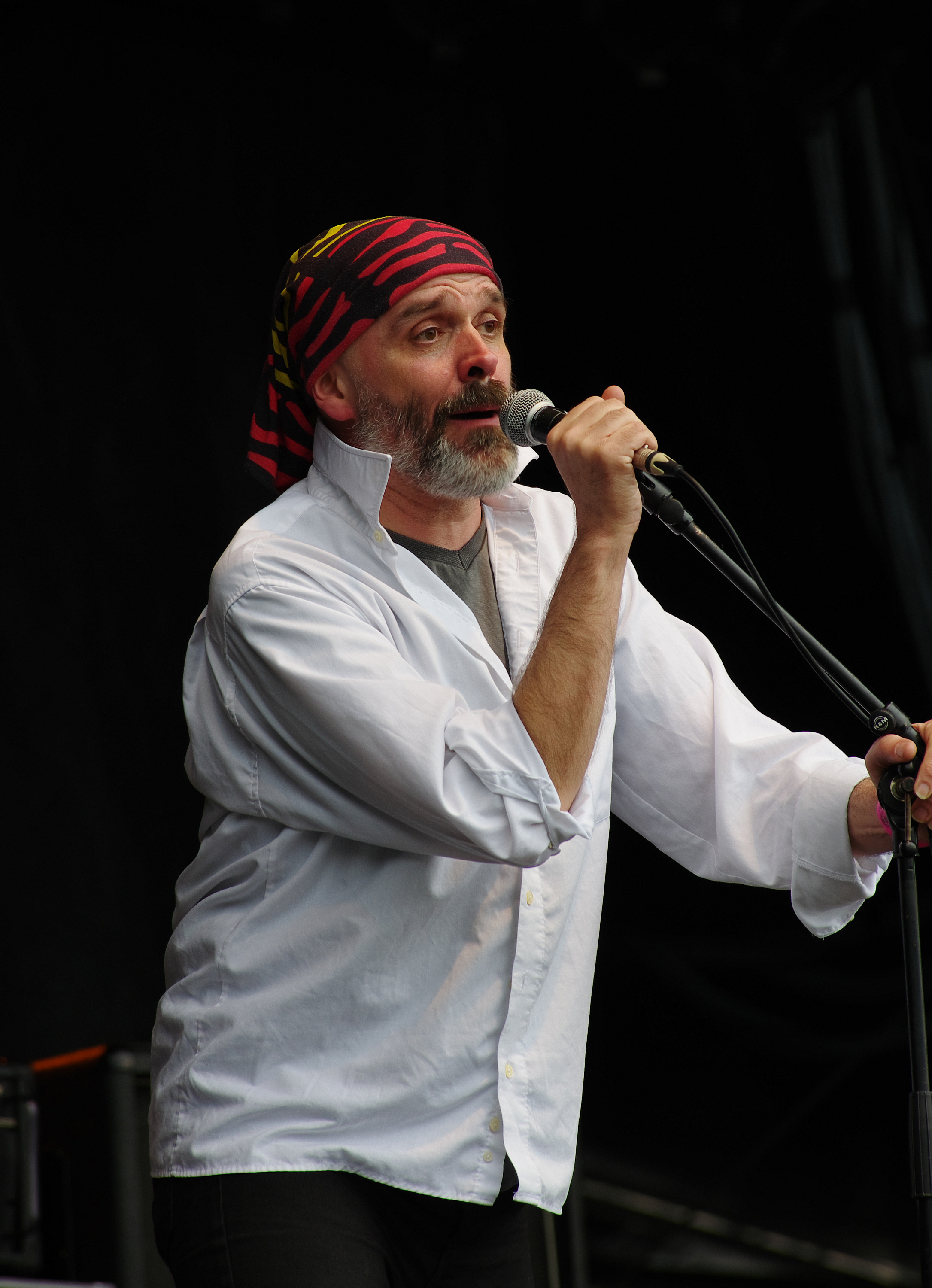
Karl Nagel (* 1960)

- Nagel, Katja (* 1963), deutsche Kommunikationsmanagerin und Fachbuchautorin
- Nagel, Kurt (1909–1980), deutscher Verwaltungsjurist
- Nagel, Larry, US-amerikanischer Informatiker und ElektroingenieurLarry Nagel

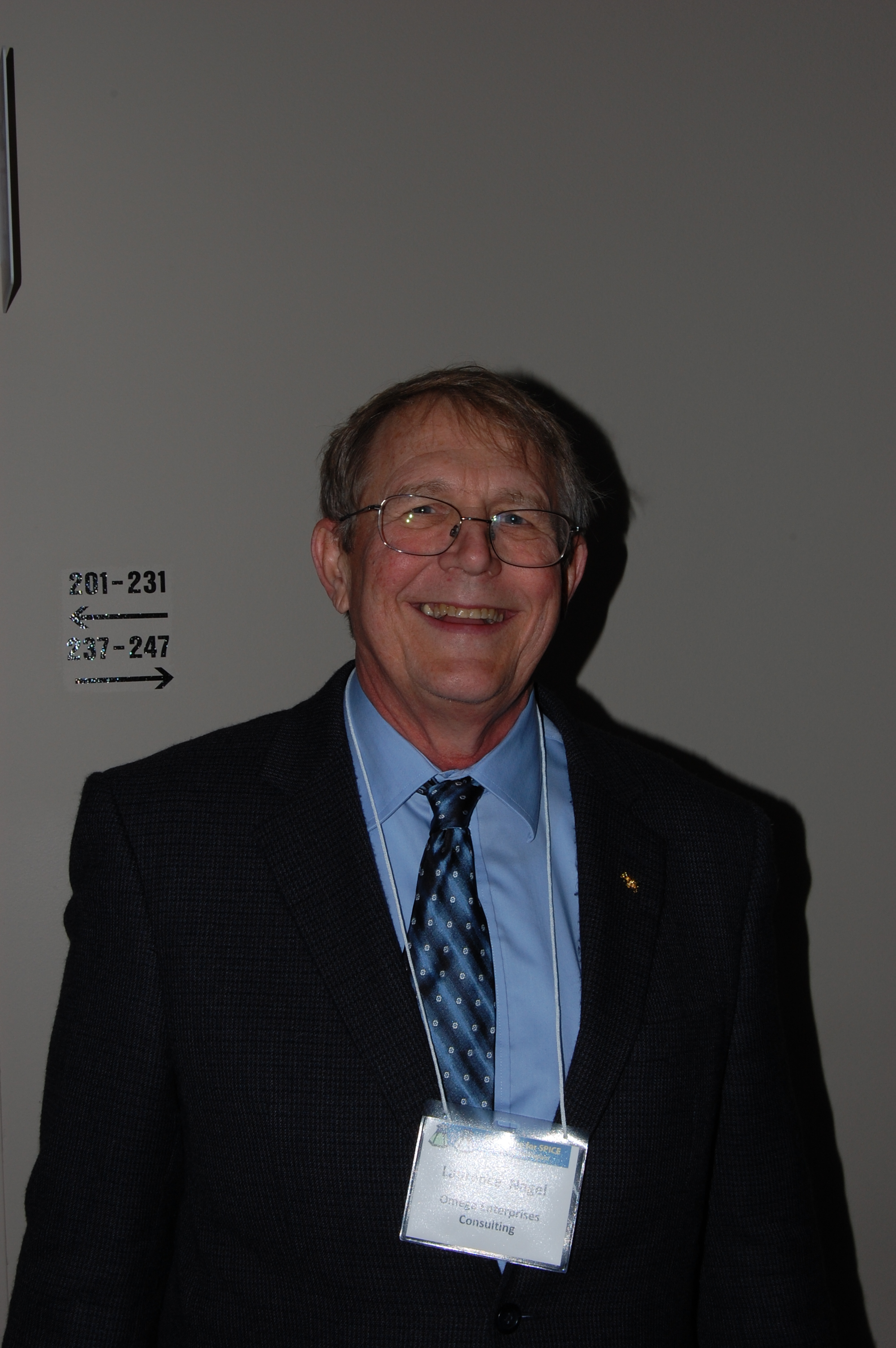
Larry Nagel

- Nagel, Lars (* 1974), deutscher Schauspieler
- Nagel, Laura (* 1992), neuseeländische Mittelstreckenläuferin
- Nagel, Leopold (1818–1895), österreichischer Politiker, Landtagsabgeordneter
- Nagel, Lorenz Theodor (1828–1895), deutscher Publizist, Journalist und Beamter
- Nagel, Ludwig von (1836–1899), deutscher Pferdemaler, Karikaturist und Gründer der Künstlervereinigung Niederlandt
- Nagel, Lukas († 1611), Dompropst in Münster
- Nagel, Maggy (* 1957), luxemburgische Politikerin (DP), Mitglied der Chambre
- Nagel, Marc (* 1970), deutscher Handballspieler und Handballtrainer
- Nagel, Margot (* 1943), deutsche Schauspielerin
- Nagel, Markus (* 1967), deutscher Bahnradsportler
- Nagel, Matthias († 1589), Domherr in Münster
- Nagel, Matthias (* 1958), deutscher Kirchenmusiker
- Nagel, Max (1905–1981), deutscher Politiker (CDU)
- Nagel, Max (1949–2004), deutscher Politiker (SPD), MdL
- Nagel, Maximilian (1747–1772), deutscher Theologe
- Nagel, Maximilian Friedrich von (1766–1794), Domherr in Münster
- Nagel, Michael (* 1959), deutscher Rechtsanwalt
- Nagel, Michael (* 1970), deutscher Wirtschafts- und Sozialwissenschaftler
- Nagel, Morné (* 1978), südafrikanischer Leichtathlet
- Nagel, Mylène (* 1977), deutsche Springreiterin
- Nagel, Norbert (* 1961), deutscher Musiker
- Nagel, Oliver (* 1971), deutscher Satiriker und Autor
- Nagel, Otto (1894–1967), deutscher Maler, MdVOtto Nagel (1894–1967)

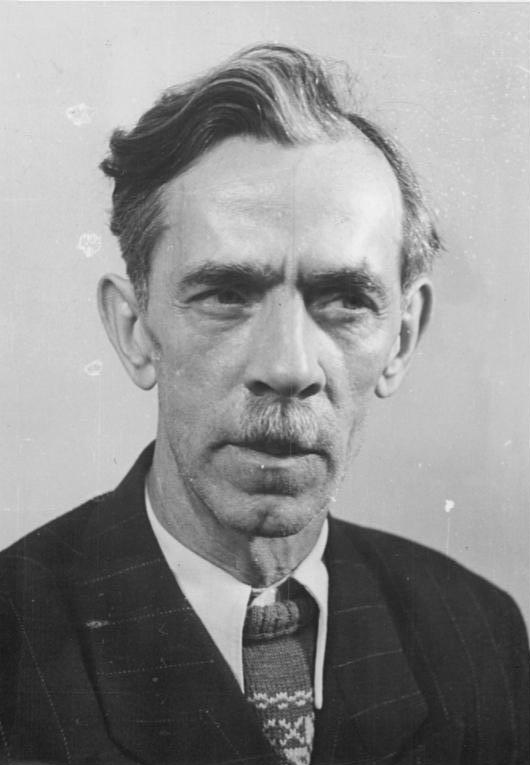
Otto Nagel (1894–1967)

- Nagel, Patrick (1945–1984), US-amerikanischer Illustrator
- Nagel, Patrick (* 1990), deutscher Fußballspieler
- Nagel, Paul (1925–2016), deutscher Metallbildhauer, Maler und Kunstschmied
- Nagel, Paul Arthur (1856–1918), deutscher Jurist und Politiker im Königreich Sachsen
- Nagel, Paul C. (1926–2011), US-amerikanischer Historiker
- Nagel, Peter (1938–2024), deutscher evangelischer Theologe, Koptologe, Religionshistoriker und Hochschullehrer
- Nagel, Peter (* 1941), deutscher Maler und Hochschullehrer
- Nagel, Peter (* 1945), deutscher Generalmajor
- Nagel, Peter (* 1963), deutscher Bildhauer
- Nagel, Peter Conrad (1825–1911), deutsch-amerikanischer katholischer Priester
- Nagel, Philipp (1799–1870), deutscher Jurist und Politiker
- Nagel, Rainer (* 1940), deutscher Mathematiker
- Nagel, Ralf (* 1959), deutscher Politiker (SPD)
- Nagel, Raoul A. (* 1981), österreichischer Filmkomponist, Theatermusiker und -regisseur
- Nagel, Reiner (* 1959), deutscher Architekt und Stadtplaner
- Nagel, Reinhard (1927–2009), deutscher Mediziner und Hochschullehrer
- Nagel, Renate (1936–2023), deutsch-schweizerische Verlegerin
- Nagel, Richard (1857–1941), deutscher Ornithologe sowie Maler der Vogelwelt und Landschaften Nordwestdeutschlands
- Nagel, Robert Siegfried (1875–1945), österreichischer Lehrer, Übersetzer und Schriftsteller
- Nagel, Rodica (* 1970), französisch-rumänische Langstreckenläuferin
- Nagel, Rolf (* 1929), deutscher Schauspieler
- Nagel, Rolf (* 1938), deutscher Romanist, Archivar, Historiker und Heraldiker
- Nagel, Sidney (* 1948), US-amerikanischer Festkörperphysiker
- Nagel, Siegfried (1901–1979), deutscher Baumeister
- Nagel, Siegfried (* 1968), deutscher Sportwissenschaftler und Hochschullehrer
- Nagel, Steven Ray (1946–2014), US-amerikanischer Astronaut
- Nagel, Sven (* 1970), deutscher Comedian und Autor
- Nagel, Thomas (* 1937), US-amerikanischer PhilosophThomas Nagel (* 1937)

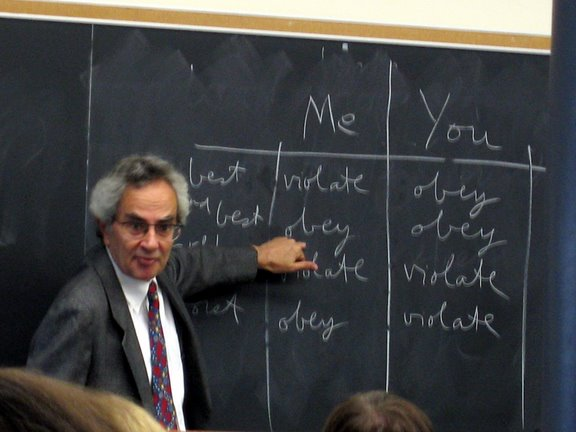
Thomas Nagel (* 1937)

- Nagel, Thomas (* 1962), deutscher Grafikdesigner und Typograf
- Nagel, Tilman (* 1942), deutscher Arabist
- Nagel, Tjark (* 1952), deutscher Springreiter
- Nagel, Udo (* 1951), deutscher Politiker
- Nagel, Ulrike (* 1961), deutsche Juristin, Kreisverwaltungsdirektorin, Kommunalpolitikerin und ehemalige Richterin am Verfassungsgerichtshof Rheinland-Pfalz
- Nagel, Ulrike (* 1979), deutsch-niederländische Journalistin
- Nagel, Uwe Jens (* 1943), deutscher Soziologe und Agronom
- Nagel, Valentin (1891–1942), deutscher Maler
- Nagel, Volbrecht (1867–1921), deutscher Missionar an der Malabarküste Indiens
- Nagel, Walter (1901–1943), deutscher Politiker (NSDAP), MdR
- Nagel, Werner (1934–1993), deutscher Politiker (SPD), MdB
- Nagel, Werner (* 1937), österreichischer Klassischer Philologe
- Nagel, Wilhelm (1805–1864), deutscher Theologe
- Nagel, Wilhelm (1820–1871), deutscher Maler und Zeichner
- Nagel, Wilhelm (1866–1945), deutscher Maler
- Nagel, Wilhelm (1871–1955), deutscher Organist und Chorleiter
- Nagel, Wilhelm (1888–1943), deutscher Künstler
- Nagel, Wilhelm (1927–2014), deutscher Goldschmied
- Nagel, Wilhelm Heinrich (1888–1967), deutscher Maler
- Nagel, Wilibald (1863–1929), deutscher Musikwissenschaftler und Musikkritiker
- Nagel, Wilibald A. (1870–1911), deutscher Sinnesphysiologe
- Nagel, William (1905–1995), evangelischer Theologe und Hochschullehrer
- Nagel, Wolfgang (* 1944), deutscher Politiker (SPD), MdA, Senator
- Nagel, Wolfram (1923–2019), deutscher Vorderasiatischer Archäologe
- Nagel, Yannick (* 2005), deutscher Sportkletterer
- Nagel-Doornick, August von (1799–1839), Rittergutsbesitzer und Abgeordneter
- Nagel-Doornick, Clemens August von (1835–1900), deutscher Rittergutsbesitzer und Abgeordneter

##### Nagele
- Nagele, Albert (1927–1999), österreichischer Komponist und Oboist
- Nägele, Anton (1876–1947), deutscher Historiker und Geistlicher
- Nagele, Elisabeth (1933–1993), Schweizer Rennrodlerin
- Nägele, Eugen (1856–1937), deutscher Naturkundler
- Nägele, Eugen (* 1964), liechtensteinischer Gymnasiallehrer und Politiker
- Nägele, Ferdinand (1808–1879), deutscher Politiker und Schlosser, Abgeordneter in der Frankfurter Nationalversammlung und im württembergischen Landtag
- Nägele, Frank (* 1964), deutscher Politiker (SPD)Frank Nägele (* 1964)

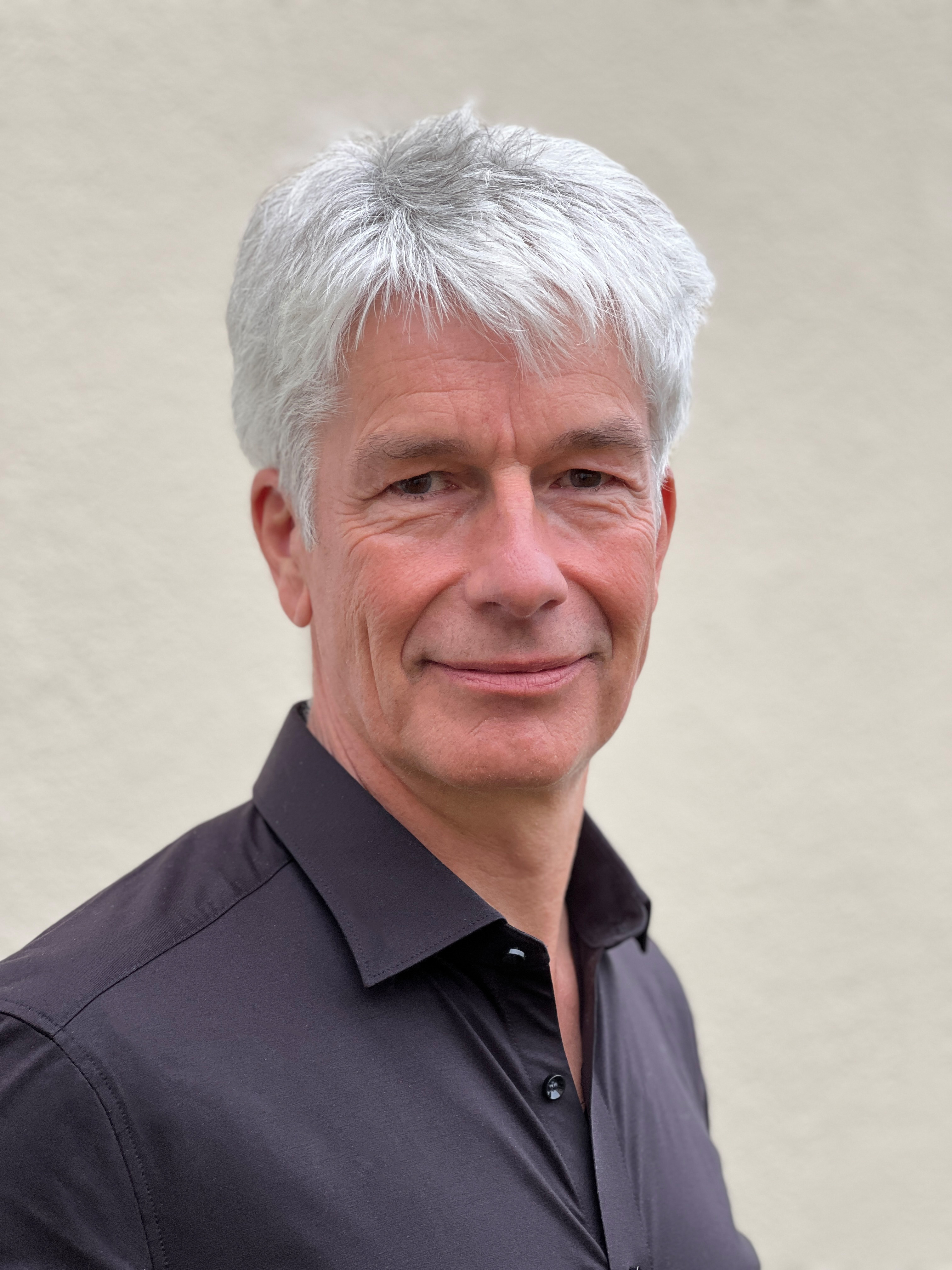
Frank Nägele (* 1964)

- Nägele, Gottfried (1841–1914), deutscher katholischer Priester und Malakologe
- Nägele, Hans (1884–1973), österreichischer Journalist und Autor von Sachbüchern und Volkskundler
- Nägele, Horst (* 1934), deutsch-dänischer Philosoph und Autor
- Nagele, Josef (1860–1926), österreichischer Politiker (DnP), Abgeordneter zum Nationalrat
- Nägele, Josef (1863–1938), österreichischer Politiker (CSP), Landtagsabgeordneter zum Vorarlberger Landtag
- Nagele, Kajetan (1800–1882), Abgeordneter im Reichstag und Gutsbesitzer in Metnitz
- Nägele, Karl (1880–1949), deutscher Bildhauer
- Nägele, Karl (1911–1979), deutscher Jurist, Bürgermeister von Heilbronn (1948–1976)
- Nägele, Lino (* 1994), liechtensteinischer Politiker (FBP)
- Nägele, Ludwig (1869–1950), württembergischer Oberamtmann und Landrat
- Nägele, Manuela (* 1967), deutsche Kirchenmusikerin, Chorleiterin und Komponistin
- Nägele, Marius (* 1994), deutscher Eishockeyspieler
- Nagele, Michael (1884–1969), österreichischer Politiker, Vorarlberger Landtagsabgeordneter (SPÖ)
- Nägele, Olaf (* 1963), deutscher Schriftsteller
- Nägele, Oliver (* 1957), deutscher Schauspieler
- Nägele, Olivier (* 1972), liechtensteinischer Skibergsteiger
- Nägele, Rainer (1943–2022), liechtensteinischer Literaturwissenschaftler
- Nägele, Reinhold (1884–1972), deutscher Maler und Grafiker
- Nägele, Sibylle (1943–2015), deutsche Schauspielerin und Hörfunkjournalistin
- Nägele, Stefan (* 1955), deutscher Jurist
- Nägele, Wolfgang (* 1983), deutscher Opernregisseur, Theaterregisseur
- Nägelein, Andreas (* 1981), deutscher FußballspielerAndreas Nägelein (* 1981)

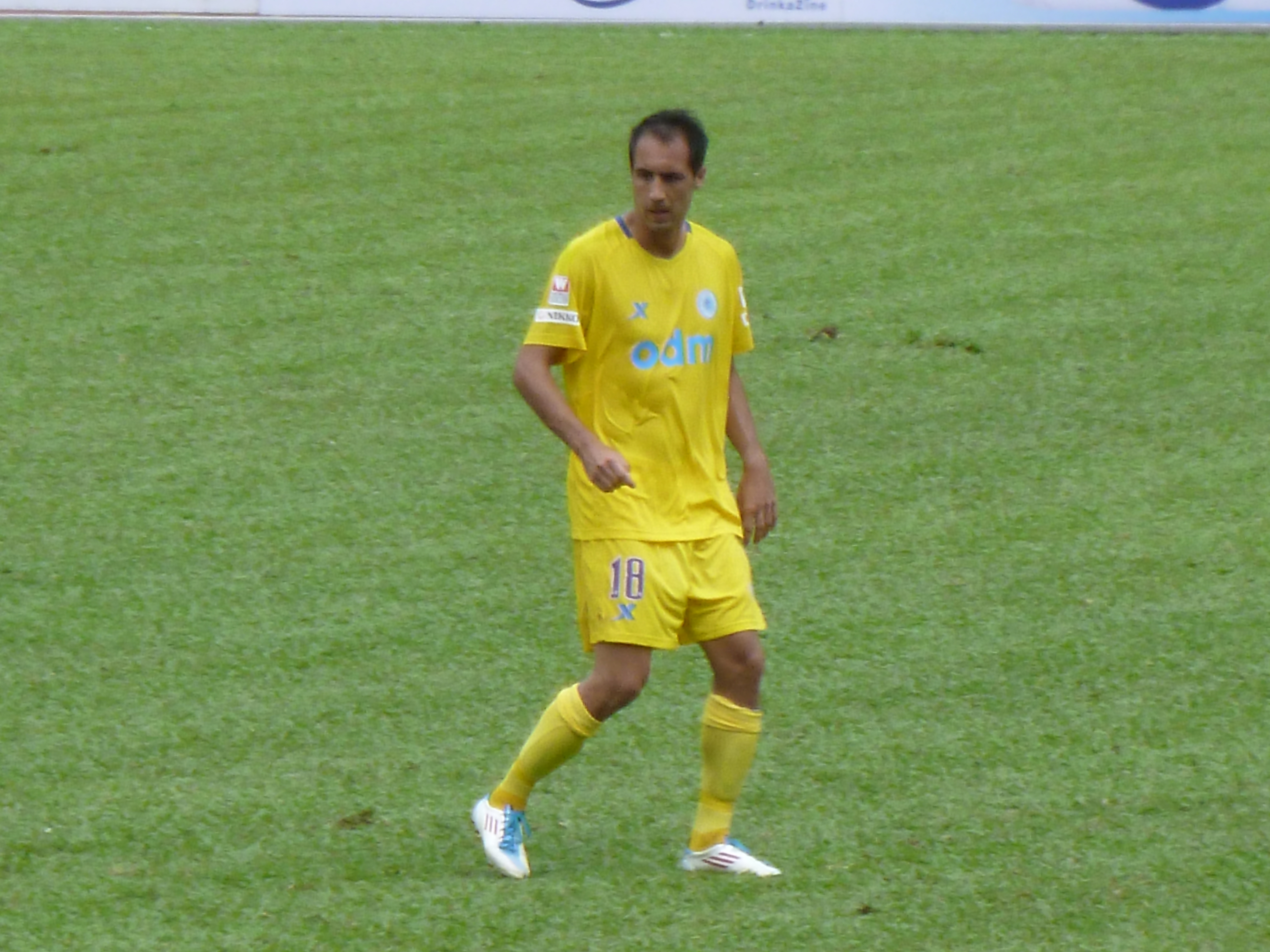
Andreas Nägelein (* 1981)

- Nägelen, Klaus (* 1927), deutscher Schauspieler und Hörspielsprecher
- Nageler, Claus (1943–2017), deutscher Bildhauer
- Nageler, Daniel (* 1986), österreichischer Eishockeyspieler
- Nageler, Raphael (* 1998), österreichischer Fußballspieler

##### Nageli
- Nägeli, Carl Wilhelm von (1817–1891), Schweizer Botaniker
- Nägeli, Edi (1912–1979), Schweizer Fussballfunktionär
- Nägeli, Elisabeth (1897–1988), Schweizer Autorin
- Nägeli, Ernst (1908–2006), Schweizer Mundartdichter und Journalist
- Nägeli, Ernst (1919–1996), Schweizer Schriftsteller und Journalist
- Nägeli, Hans (1865–1945), Schweizer Politiker (Demokratische Partei)
- Nägeli, Hans Franz († 1579), Berner Staatsmann und Feldherr, Eroberer der Waadt
- Nägeli, Hans Georg (1773–1836), Schweizer Musikpädagoge, Verleger und Komponist
- Nägeli, Hans Jakob (1736–1806), Schweizer Pfarrer, Komponist und Chorleiter
- Nägeli, Hans Konrad (1768–1828), Schweizer Pfarrer, Landwirt und Metallurg
- Nägeli, Heinrich (1850–1932), Schweizer Politiker und Landwirt
- Nägeli, Johann Caspar (1696–1742), Schweizer Pfarrer und Agronom
- Nägeli, Konrad (1881–1951), Schweizer Politiker (FDP)
- Nägeli, Magdalena († 1628), Berner Patrizierin
- Nägeli, Otto (1843–1922), Schweizer Mediziner, Heimatforscher und Schriftsteller in Mundart
- Nägeli, Tina (* 1985), Schweizer Radio- und Fernsehmoderatorin
- Nägeli, Walter (1881–1965), Schweizer Bundesrichter

##### Nagelk
- Nägelke, Hans-Dieter (* 1964), deutscher Kunsthistoriker und Kurator

##### Nagell
- Nagell, Rudolph († 1700), deutscher Lehrer, Organist, Kirchenlieddichter und -musiker
- Nagell, Trygve (1895–1988), norwegischer Mathematiker

##### Nagelm
- Nagelmackers, Georges (1845–1905), belgischer ReiseunternehmerGeorges Nagelmackers (1845–1905)

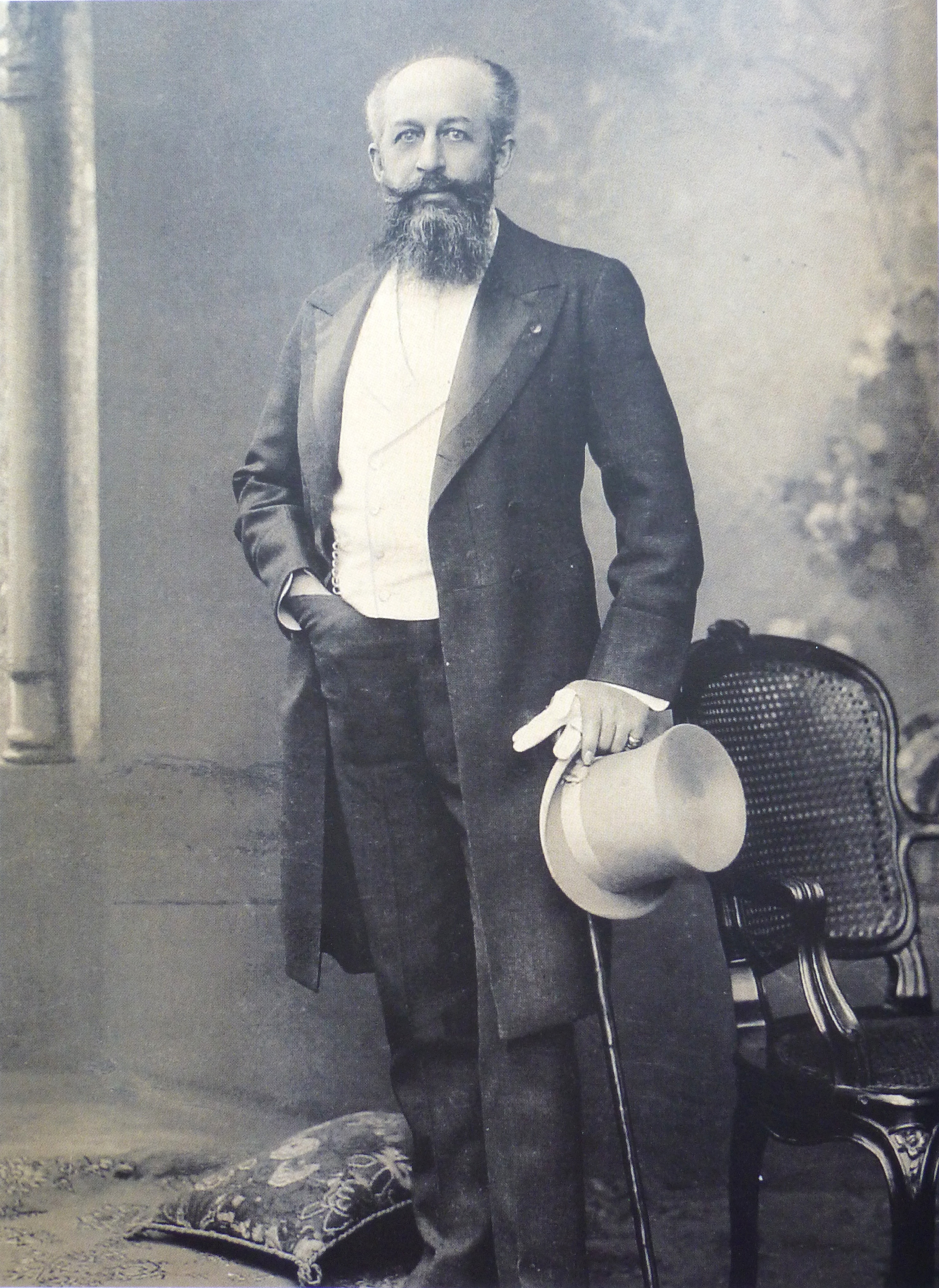
Georges Nagelmackers (1845–1905)

- Nagelmüller, Carli (1883–1930), Diseuse, Sängerin und Komikerin

##### Nagels
- Nagels, Lara (* 1997), belgische Volleyballspielerin
- Nägelsbach, Carl Friedrich (1806–1859), deutscher Altphilologe
- Nägelsbach, Elisabeth (1894–1984), deutsche Politikerin (CSU), MdL, Verfassungsrichterin
- Nagelschmidt, Heinrich (1822–1902), deutscher Architekt
- Nagelschmidt, Thorsten (* 1976), deutscher Sänger und Liedtexter, Grafiker und Schriftsteller
- Nagelschmidt, Willi (1922–1986), deutscher Fußballspieler
- Nagelschmitz, Ernst (1902–1987), deutscher Fußballspieler
- Nagelsen, Betsy (* 1956), US-amerikanische Tennisspielerin
- Nagelsmann, Julian (* 1987), deutscher FußballtrainerJulian Nagelsmann (* 1987)

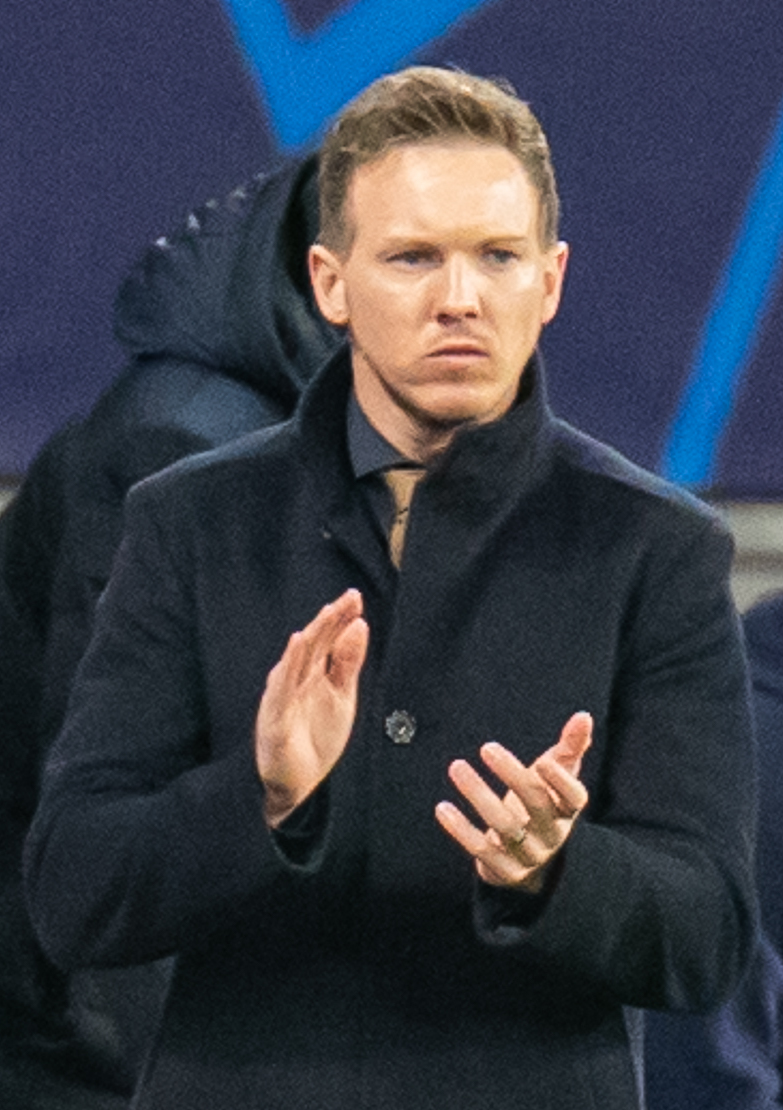
Julian Nagelsmann (* 1987)

#### Nagen
- Nagengast, Peter (1935–1985), deutscher Grafiker und Illustrator in der DDR
- Nagengast, Wilhelm (1892–1970), deutscher Politiker (CSU), MdL
- Nagenkögel, Petra (* 1968), österreichische Schriftstellerin
- Nagenrauft, Leonhard (1938–2017), deutscher Rennrodler

#### Nageo
- Nageotte, Jean (1866–1948), französischer Anatom

#### Nager
- Nager, Bessie (1962–2009), Schweizer Künstlerin
- Nager, Felix Robert (1877–1959), Schweizer Otorhinolaryngologe
- Nager, Gerold (1823–1898), Schweizer Politiker
- Nager, Jost Josef (1813–1892), Schweizer Politiker (Liberale)
- Nagera, Kenny (* 2002), französisch-guadeloupischer Fußballspieler
- Nägerl, Hanns-Christoph (* 1967), deutscher Experimentalphysiker

#### Nages
- Nagesh, C. K. (1933–2009), indischer Film- und Theaterschauspieler
- Nageswara Rao, A. (1924–2014), indischer Filmschauspieler des Telugu-Films

### Nagg
- Naggar, Zaghloul El- (* 1933), ägyptischer Wissenschaftler, islamischer Gelehrter und Autor
- Naggiar, Paul-Émile (1883–1961), französischer Diplomat
- Nagguez, Hamdi (* 1992), tunesischer Fußballspieler

### Nagh
- Naghavi, Steve (* 1970), deutscher Popsänger, Songwriter und MusikproduzentSteve Naghavi (* 1970)

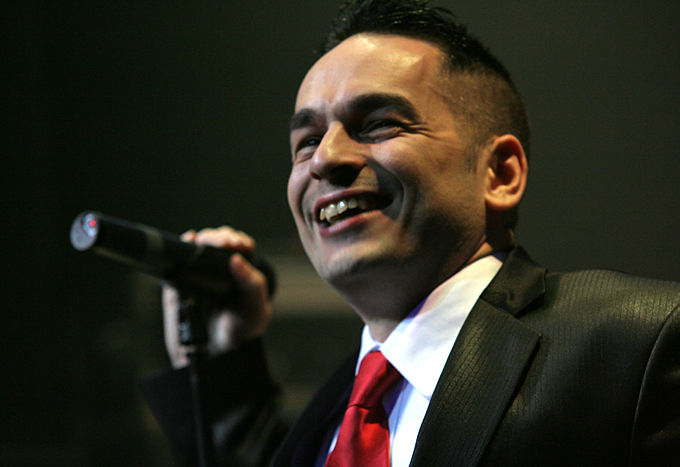
Steve Naghavi (* 1970)

- Naghdi, Paul M. (1924–1994), iranisch-US-amerikanischer Ingenieurwissenschaftler für Mechanik
- Naghed, Khosro (* 1950), iranischer Iranist, Autor, Essayist und Übersetzer
- Naghipour, Armaghan, deutsche Juristin und politische Beamtin
- Naghiu, Octavian (1933–2015), rumänischer Opernsänger in der Stimmlage Tenor
- Naghymanow, Qaschymurat (1948–2022), kasachischer Politiker

### Nagi
- Nagi, Ehab Fuad Ahmed (* 1968), jemenitischer Sprinter
- Nagi, Toshiyuki (* 1971), japanischer Fußballschiedsrichterassistent
- Nagib, Lúcia (* 1956), brasilianische Filmwissenschaftlerin
- Nagib, Muhammad (1901–1984), ägyptischer Generalmajor und PolitikerMuhammad Nagib (1901–1984)

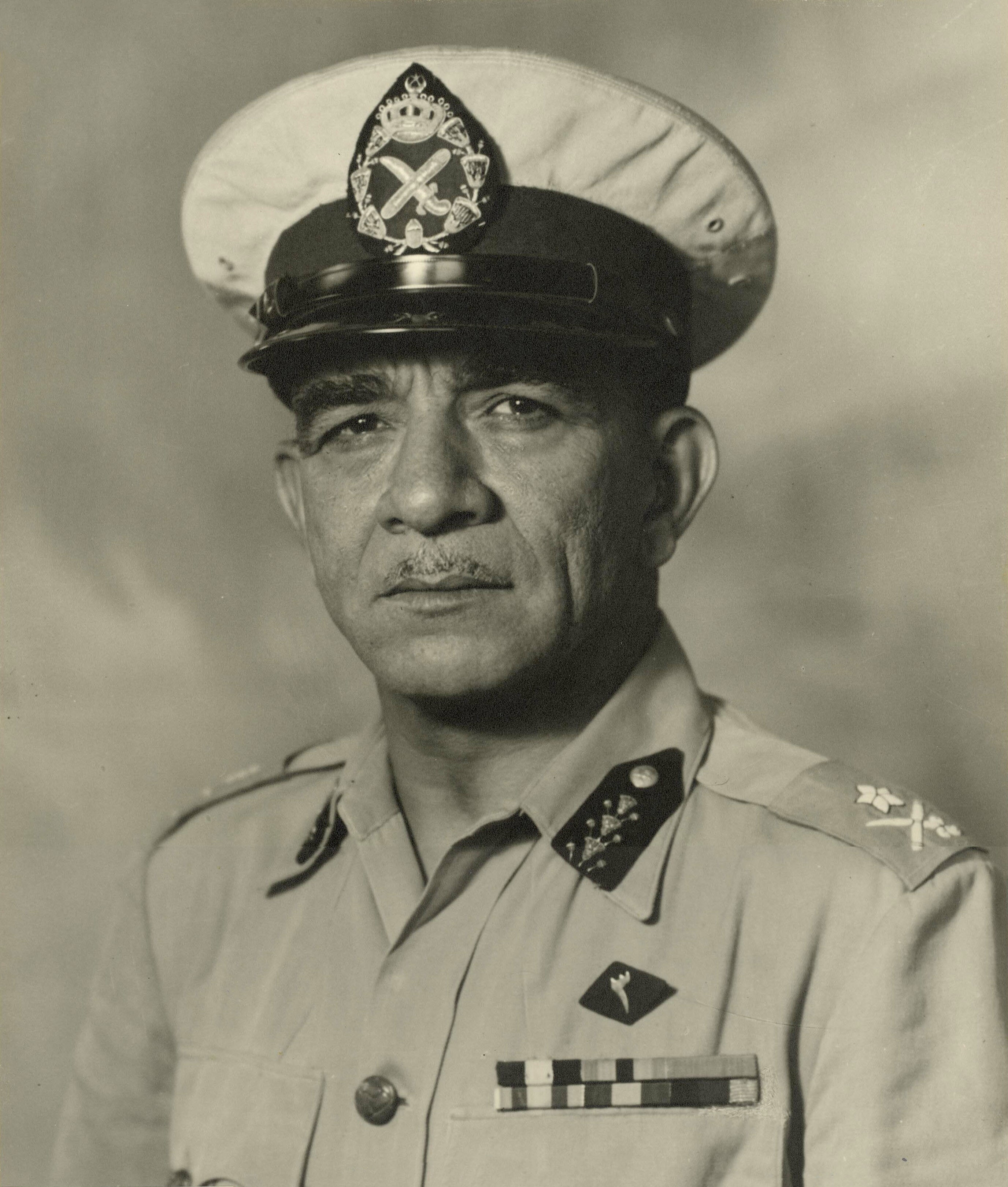
Muhammad Nagib (1901–1984)

- Nagibina, Irina Michailowna (1921–2004), sowjetische bzw. russische Physikerin und Hochschullehrerin
- Nagięć, Weronika (* 2002), polnische Hürdenläuferin
- Nagienė, Laima (* 1957), litauische Politikerin, Mitglied des Seimas
- Nagijew, Anatoli Guseinowitsch (1958–1981), russischer Serienmörder
- Nagijew, Dmitri Wladimirowitsch (* 1967), russischer Schauspieler
- Nağılbaz, Anar (1974–2018), aserbaidschanischer Rapper, Songwriter und Schauspieler
- Nagiller, Christian (* 1984), österreichischer Skispringer
- Nagiller, Matthäus (1815–1874), österreichischer Komponist und Dirigent
- Nagiller, Rudolf (* 1943), österreichischer Journalist
- Nagin, Daniel (* 1948), US-amerikanischer Politikwissenschaftler und Kriminologe
- Nagin, Ray (* 1956), US-amerikanischer Politiker, Bürgermeister von New OrleansRay Nagin (* 1956)

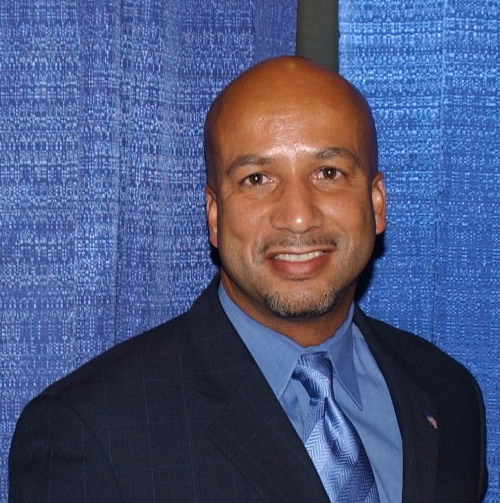
Ray Nagin (* 1956)

- Nagira, Tomokazu (* 1985), japanischer Fußballspieler
- Nagisetty, Vytas (* 1971), US-amerikanischer Musiker und Komponist
- Nağıyev, Əlham (* 2002), aserbaidschanischer Leichtathlet

### Nagl
- Nagl, Alfred (1841–1921), österreichischer Numismatiker, Historiker und Advokat
- Nagl, Alfred (1915–2021), österreichischer Offizier, zuletzt Brigadier
- Nagl, Ferdinand (1891–1977), österreichischer Jurist und Politiker (ÖVP)
- Nágl, František Mořic (1889–1944), tschechischer Maler, Opfer des Holocaust
- Nagl, Franz Xaver (1855–1913), österreichischer Geistlicher, katholischer Erzbischof und Kardinal
- Nagl, Hans Gösta (1910–1995), österreichischer Maler
- Nagl, Heinrich (1904–1990), österreichischer Fußballspieler, Fußballschiedsrichter und Motorradrennfahrer
- Nagl, Johann (1905–1988), österreichischer Politiker (ÖVP), Landtagsabgeordneter
- Nagl, Ludwig (* 1944), österreichischer Philosoph, Hochschullehrer
- Nagl, Lukas (* 1987), Koch aus dem Salzkammergut
- Nagl, Maly (1893–1977), österreichische Dudlerin (Wien) und Wienerliedsängerin
- Nagl, Manfred (* 1944), deutscher Informatiker
- Nagl, Maria Assunta (1871–1944), österreichische Althistorikerin
- Nagl, Max (* 1960), österreichischer Jazzsaxophonist und Komponist
- Nagl, Maximilian (* 1987), deutscher Motocrossfahrer
- Nagl, Philipp (* 1982), österreichischer Manager, Vorstandsvorsitzender der DB Netz AG/DB InfraGOPhilipp Nagl (* 1982)

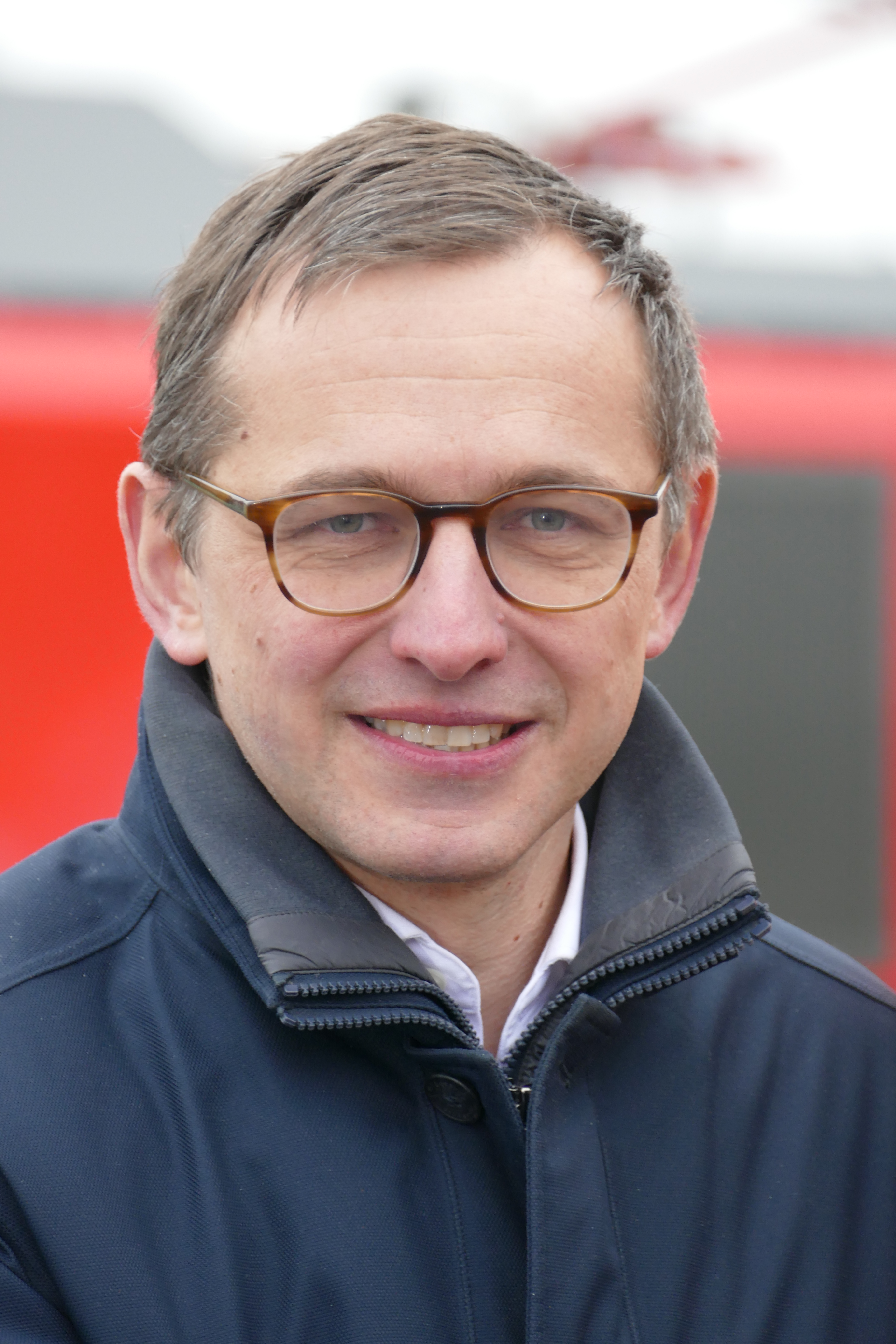
Philipp Nagl (* 1982)

- Nagl, Rudolf (* 1957), österreichischer Politiker (ÖVP), Landtagsabgeordneter in Tirol
- Nagl, Siegbert (1929–2023), österreichischer Verwaltungsjurist im Bundesrechnungshof der Republik Österreich
- Nagl, Siegfried (* 1963), österreichischer Politiker (ÖVP)
- Nagl, Wilhelm (1894–1918), österreichischer Flugzeugführer und Kriegsheld
- Nagl-Docekal, Herta (* 1944), österreichische Philosophin
- Naglatzki, Sebastian (* 1982), deutscher Opernsänger (Bassbariton)
- Nagle, David R. (* 1943), US-amerikanischer Politiker
- Nägle, Hans (* 1902), deutscher Bobfahrer
- Nagle, James (1822–1866), US-amerikanischer Brigadegeneral der Nordstaaten im Amerikanischen Bürgerkrieg und Soldat im Spanisch-Amerikanischen Krieg
- Nagle, Kel (1920–2015), australischer Golfer
- Nagle, Nano (1718–1784), irische Ordensschwester und Ordensgründerin
- Nagle, Paul (* 1978), irischer Rallyebeifahrer
- Nagle, Ron (* 1939), US-amerikanischer Künstler, Musiker (Sänger/Songwriter) und Plattenproduzent
- Nagler, Alois (1907–1996), Schweizer Schachkomponist
- Nagler, Alois Maria (1907–1993), österreichisch-US-amerikanischer Theaterwissenschaftler
- Nagler, Christoph (* 1984), österreichischer Basketballspieler
- Nägler, Cornelius (1936–2024), deutscher Politiker (CDU), MdL
- Nagler, Florian (* 1967), deutscher Architekt und Hochschullehrer
- Nagler, Franciscus (1873–1957), deutscher Kantor, Heimatdichter und Komponist
- Nägler, Frank (* 1953), deutscher Marineoffizier und Militärhistoriker
- Nagler, Georg (* 1959), deutscher Rechtswissenschaftler
- Nagler, Georg Kaspar (1801–1866), deutscher Kunsthistoriker und Kunstschriftsteller
- Nagler, Gerald (1929–2022), österreichisch-schwedischer Unternehmer und Menschenrechtler
- Nagler, Hans, deutscher Fußballspieler
- Nagler, Ivan (* 1999), italienischer Rennrodler
- Nagler, Johannes (1876–1951), deutscher Rechtswissenschaftler und Hochschullehrer
- Nagler, Jörg (* 1950), deutscher Historiker
- Nagler, Josef (1922–1997), österreichischer Politiker (FPÖ), Landtagsabgeordneter von Vorarlberg
- Nagler, Karl (1876–1938), deutscher Dirigent und städtischer Musikdirektor
- Nagler, Karl Ferdinand Friedrich von (1770–1846), preußischer Generalpostmeister
- Nagler, Manfred (1939–2024), deutscher Politiker (CSU)
- Nagler, Michael (* 1937), US-amerikanischer emeritierter Universitätsprofessor, Autor und Friedensaktivist
- Nägler, Michael (* 1957), deutscher Xiangqi- und Schachspieler
- Nagler, Morgan (* 1978), US-amerikanische Schauspielerin, Sängerin, Gitarristin und Songwriterin
- Nagler, Paul (1925–2018), deutscher Architekt
- Nagler, Pierre (* 2002), österreichischer Fußballspieler
- Nägler, Thomas (1939–2011), rumänischer Archäologe, Historiker und Politiker
- Nagler, Vanessa (* 1997), deutsche Handballspielerin
- Naglestad, Catherine (* 1965), US-amerikanische Opern- und Konzertsängerin in der Stimmlage Sopran
- Naglič, Anja (* 1976), slowenische Übersetzerin und Germanistin
- Naglić, Aramis (* 1965), jugoslawischer bzw. kroatischer Basketballspieler und -trainer
- Naglič, Tomaž (* 1989), slowenischer Skispringer
- Naglo, Emil (1845–1908), deutscher Elektrotechniker und Unternehmer
- Naglo, Hugo Benno Ferdinand (1836–1892), preußischer Generalmajor und Kommandeur der 42. Infanteriebrigade
- Naglowska, Maria de (1883–1936), russische Okkultistin, Schriftstellerin und Übersetzerin

### Nagn
- Nagnzaun, Albert (1777–1856), österreichischer Geistlicher und Abt von Sankt Peter
- Nagnzaun, Michael (1789–1860), österreichischer Geistlicher und Musiker

### Nago
- Nago, Shintarō (* 1996), japanischer Fußballspieler
- Nagobads, George (1921–2023), lettisch-amerikanischer Arzt
- Nagora, Andreas, deutscher Handballspieler
- Nagora, Klaus (* 1935), deutscher Dirigent und Hochschullehrer
- Nagora, Marc (* 1993), deutscher Basketballspieler
- Nagórka, Tomasz (* 1967), polnischer Hürdenläufer
- Nagornaia, Sofiia (* 2003), israelische Tennisspielerin
- Nagorny, Nikita Wladimirowitsch (* 1997), russischer Kunstturner
- Nagorny, Vitus (* 1978), deutscher Fußballspieler
- Nagorskaja, Natalja Nikolajewna (1895–1983), russisch-sowjetische Künstlerin, Ethnographin und Forschungsreisende
- Nagórski, Grzegorz (* 1964), polnischer Jazzmusiker (Posaune)
- Nagórski, Jan (1888–1976), russisch-polnischer Pilot
- Nagórski, Juliusz (1887–1944), polnischer Architekt, Maler und Stadtplaner
- Nagorsnik, Klaus Otto (1955–2024), deutscher Quizspieler und BibliothekarKlaus Otto Nagorsnik (1955–2024)

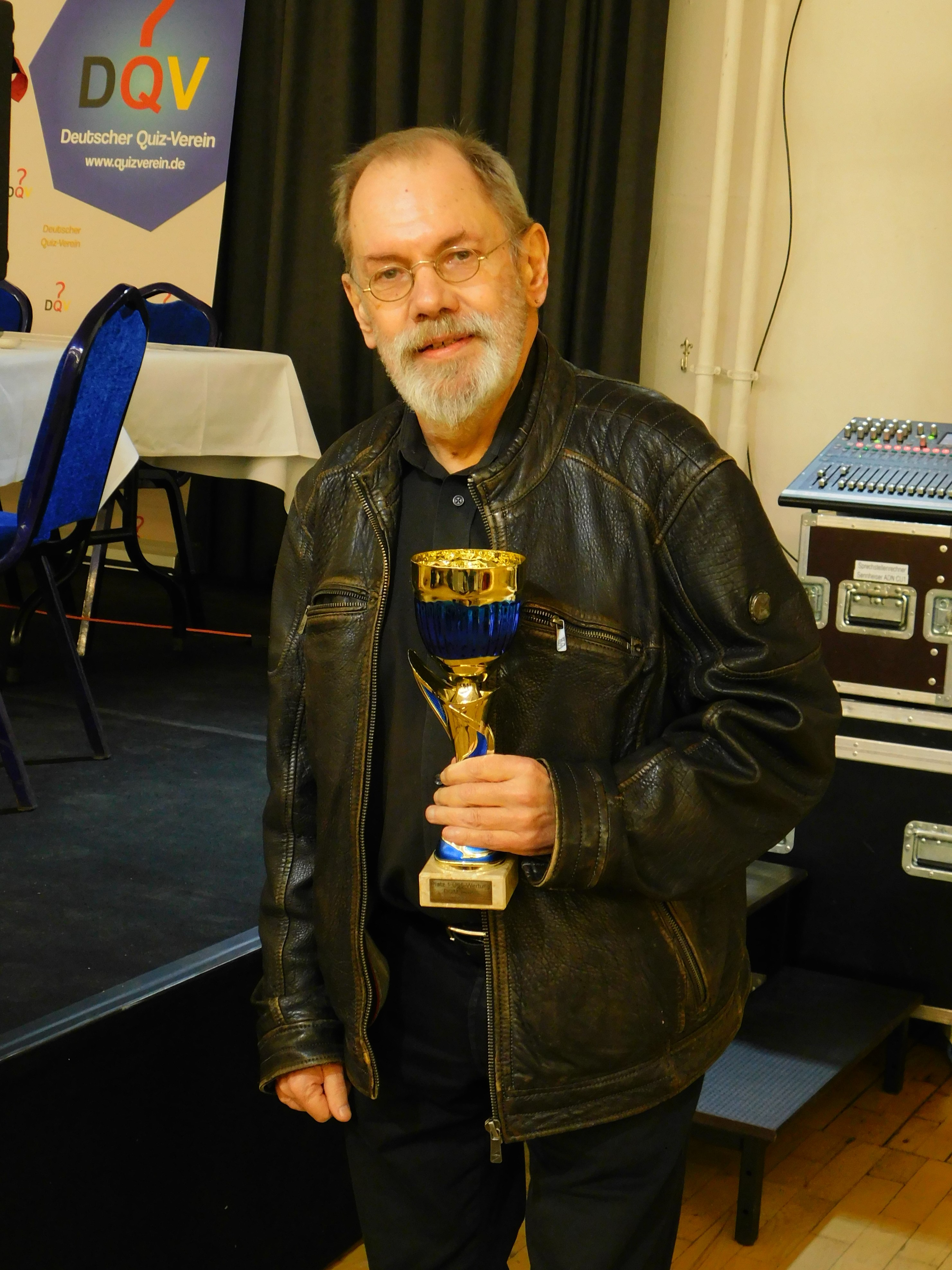
Klaus Otto Nagorsnik (1955–2024)

- Nagoski, Emily (* 1977), amerikanische Sexualwissenschaftlerin und Autorin
- Nagowizyn, Wjatscheslaw Lawrentjewitsch (1939–2023), russischer Komponist
- Nagowizyn, Wjatscheslaw Wladimirowitsch (* 1956), russischer Politiker
- Nagowizyna, Jelena Stanislawowna (* 1982), russische Mittel- und Langstreckenläuferin

### Nagr
- Nagra, Parminder (* 1975), britische Schauspielerin indischer Abstammung
- Nagra, Pragya (* 1998), indische Schauspielerin
- Nagrodskaja, Jewdokija Apollonowna (1868–1930), russische Schriftstellerin

### Nagt
- Nagtegaal, Caroline (* 1980), niederländische Wirtschaftsberaterin und Politikerin (VVD), MdEP
- Nagtegaal, Marc (* 1993), niederländischer Fußballschiedsrichter
- Nagtsho Lotsawa Tshülthrim Gyelwa (1011–1064), tibetischer Geistlicher, lud Atisha nach Tibet ein
- Nagtzaam, Nardo (* 1990), niederländischer Eishockeyspieler

### Nagu
- Nagu, Mary (* 1952), tansanische Politikerin
- Naguib, Antonios (1935–2022), ägyptischer Geistlicher, Patriarch von Alexandria
- Naguib, Fadi Wassef (* 1981), ägyptischer Trancemusiker und Labelbetreiber
- Naguib, Syed Mohd Agil Syed (* 1994), malaysischer Tennisspieler
- Naguil, Rogelio, uruguayischer Fußballspieler
- Nagula, Elina Michailowna (* 2002), russische Billardspielerin
- Nagula, Michael (* 1959), deutscher Schriftsteller
- Nagulin, Denis (* 1992), russischer Automobilrennfahrer
- Nagumanow, Andrei Rafailowitsch (* 1987), russischer Fußballspieler
- Nagumo, Chūichi (1887–1944), Vizeadmiral der kaiserlich japanischen MarineNagumo Chūichi (1887–1944)

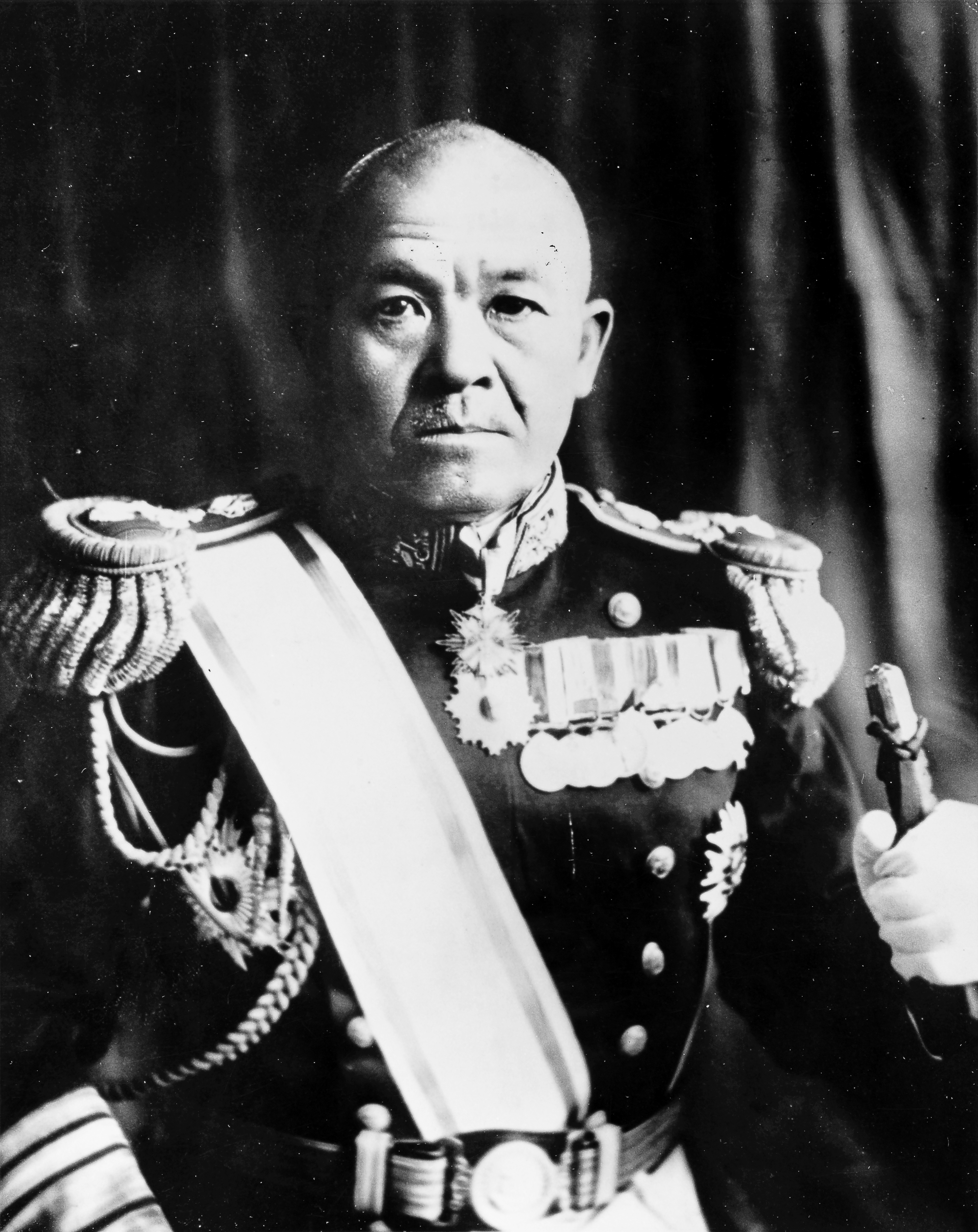
Nagumo Chūichi (1887–1944)

- Nagura, Takumi (* 1998), japanischer Fußballspieler
- Nagurczewski, Ignacy (1725–1811), polnischer Schriftsteller, Militärperson und Politiker
- Nagurney, Anna (* 1954), US-amerikanische Wirtschaftswissenschaftlerin und Hochschullehrerin
- Nagurski, Bronko (1908–1990), kanadischer American-Football-SpielerBronko Nagurski (1908–1990)

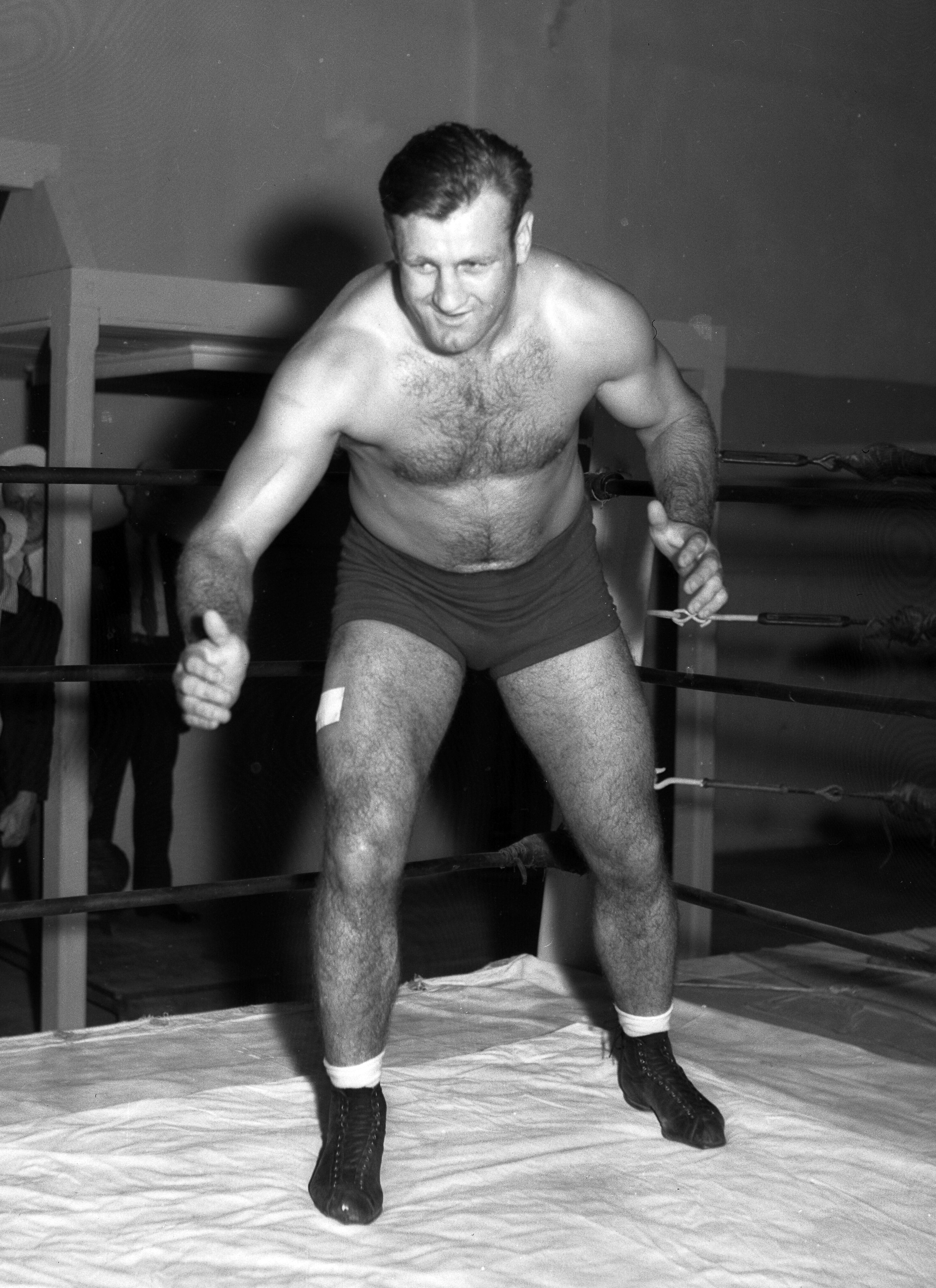
Bronko Nagurski (1908–1990)

- Naguszewski, Tadeusz (* 1954), polnischer Politiker (Platforma Obywatelska), Mitglied des Sejm

### Nagy
- Nagy von Alsó-Szopor, Ladislaus (1803–1872), österreichischer Feldzeugmeister
- Nagy, Ádám (* 1995), ungarischer Fußballspieler
- Nagy, Adrienn (* 2001), ungarisch-deutsche Tennisspielerin
- Nagy, Alexander Andreas Joseph von (1717–1808), preußischer Generalleutnant
- Nagy, Ambrus (1927–1991), ungarischer Degenfechter
- Nagy, András (1882–1956), ungarischer Politiker, Jurist und Justizminister
- Nagy, András (1986–2009), ungarischer Boxer
- Nagy, Andrej Prean (1923–1997), rumänisch-ungarischer Fußballspieler und -trainer
- Nagy, Andy (* 1991), US-amerikanischer Basketballschiedsrichter
- Nagy, Anikó (* 1970), ungarische Handballspielerin
- Nagy, Antal (* 1944), ungarischer Fußballspieler
- Nagy, Attila (* 1966), ungarischer Badmintonspieler
- Nagy, Béla (* 1943), ungarischer Bogenschütze
- Nagy, Csaba (* 1984), ungarisch-rumänischer Eishockeyspieler
- Nagy, Dániel (* 1991), ungarischer Fußballspieler
- Nagy, Dávid (* 1999), ungarischer Degenfechter
- Nagy, Dénes (* 1980), ungarischer Filmregisseur und Drehbuchautor
- Nagy, Emil (1871–1956), ungarischer Jurist, Politiker und Justizminister
- Nagy, Emma (* 1998), ungarische Jazzmusikerin (Gesang)
- Nagy, Emmerich (1882–1965), österreichisch-deutscher Kommandant und General der Infanterie, später umgewandelt in General der Gebirgstruppe
- Nagy, Emmerich (1904–1929), österreichischer Motorradrennfahrer
- Nagy, Endre (1877–1938), ungarischer Kabarettist
- Nagy, Ernő (1898–1977), ungarischer Fechter
- Nagy, Eszter (* 1991), ungarische Volleyballspielerin
- Nagy, Eva (1921–2003), österreichische Malerin und Grafikerin
- Nagy, Ferenc (1903–1979), ungarischer Politiker und Ministerpräsident (1946–1947)
- Nagy, Ferenc (1948–2020), ungarischer Jurist
- Nagy, Gábor (* 1949), ungarischer Schauspieler
- Nagy, Gary (* 1966), deutscher Musiker
- Nagy, Gergely (* 1969), ungarischer Schriftsteller
- Nagy, Gergő (* 1989), ungarischer Eishockeyspieler
- Nagy, Géza (1892–1953), ungarischer Schachspieler
- Nagy, Gregory (* 1942), US-amerikanischer klassischer Philologe
- Nagy, Imre (1896–1958), ungarischer Politiker und AgrarökonomImre Nagy (1896–1958)

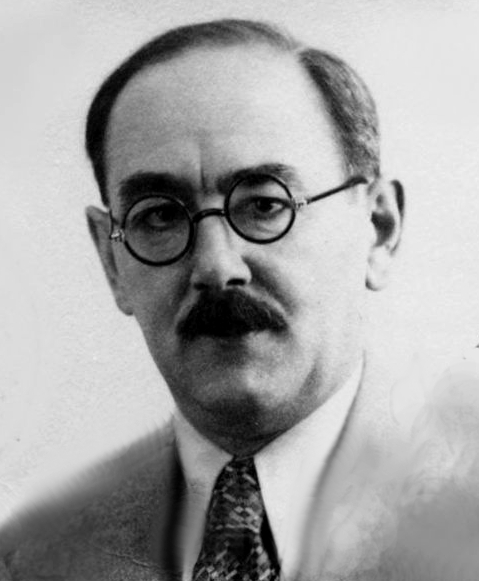
Imre Nagy (1896–1958)

- Nagy, Imre (1933–2013), ungarischer Moderner Fünfkämpfer
- Nagy, Imre (* 1957), ungarischer kommunistischer Politiker
- Nagy, Isabella (* 1979), rumänisch-deutsche Schauspielerin
- Nagy, István (1873–1937), ungarischer Maler
- Nagy, István (1939–1999), ungarischer Fußballspieler
- Nagy, István (1940–2020), ungarischer Komponist, Pianist, Dirigent und Musikpädagoge
- Nagy, István (* 1959), ungarischer Sprinter
- Nagy, István (* 1967), ungarischer Agraringenieur und Politiker
- Nagy, István (* 1981), rumänischer Eishockeyspieler
- Nagy, Iván (1824–1898), ungarischer Historiker, Genealoge und Heraldiker
- Nagy, Jan (* 1945), tschechoslowakischer Sportler und Auftragszeichner
- Nagy, Joseph Falaky (* 1954), US-amerikanischer Sprachwissenschaftler
- Nagy, József (1884–1952), ungarischer Leichtathlet
- Nagy, József (1892–1963), ungarischer Fußballspieler und -trainer
- Nagy, József (* 1968), slowakischer Politiker
- Nagy, Käthe von (1904–1973), ungarische SchauspielerinKäthe von Nagy (1904–1973)

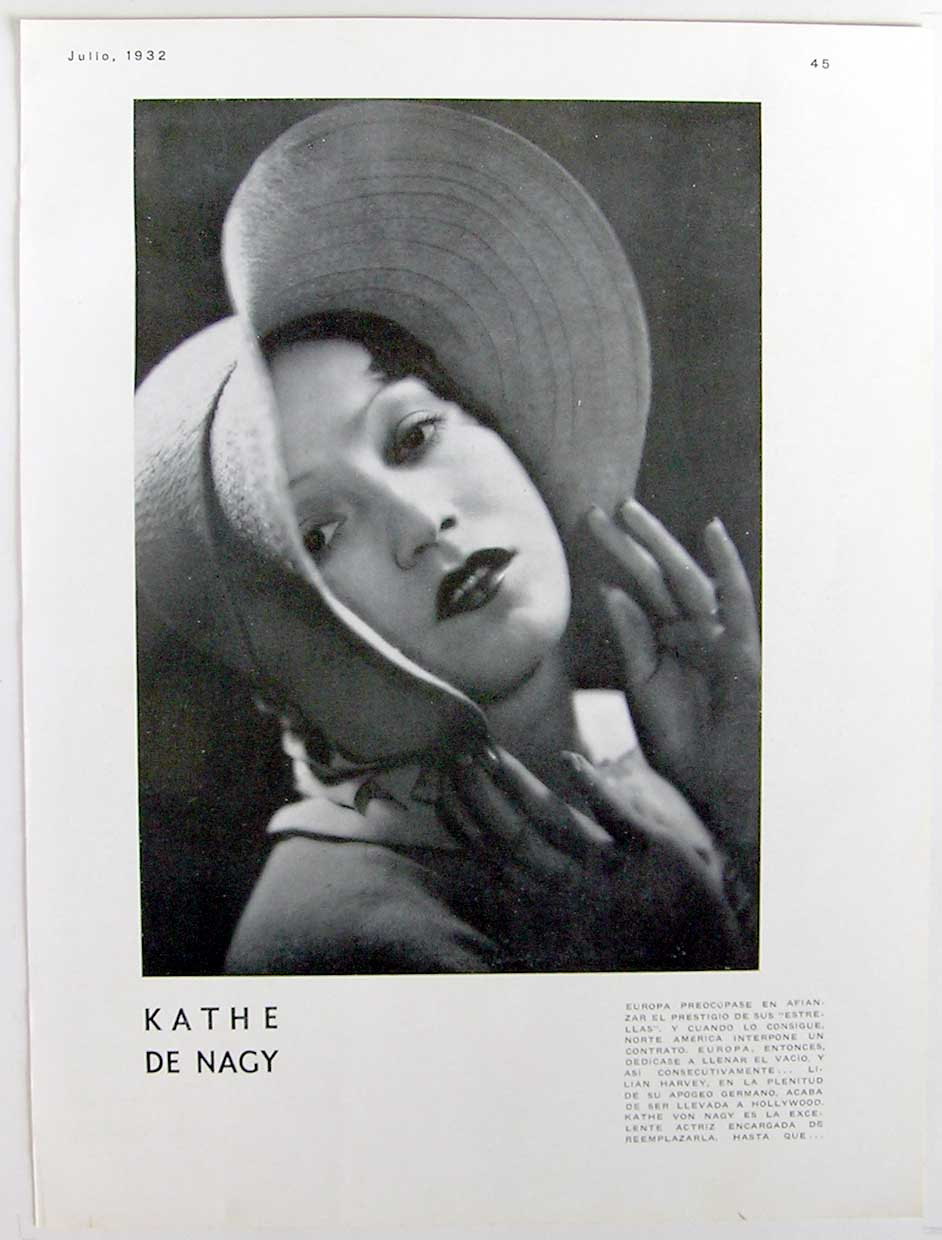
Käthe von Nagy (1904–1973)

- Nagy, Katica (* 1995), ungarische Schauspielerin
- Nagy, Kornél (* 1986), ungarischer Handballspieler
- Nagy, Krisztián (* 1994), ungarischer Eishockeyspieler
- Nagy, Krisztina (* 1969), ungarische Tischtennisspielerin
- Nagy, Kyra (* 1977), ungarische Tennisspielerin
- Nagy, Ladislav (* 1979), slowakischer Eishockeystürmer
- Nagy, Lajos (1883–1954), ungarischer Schriftsteller
- Nagy, Lajos (1897–1946), ungarischer Provinzialrömischer Archäologe und Kunsthistoriker
- Nagy, Lajos (* 1936), ungarischer und deutscher Wasserballspieler
- Nagy, László (1927–2005), ungarischer Eiskunstläufer
- Nagy, László (* 1981), ungarischer HandballspielerLászló Nagy (* 1981)

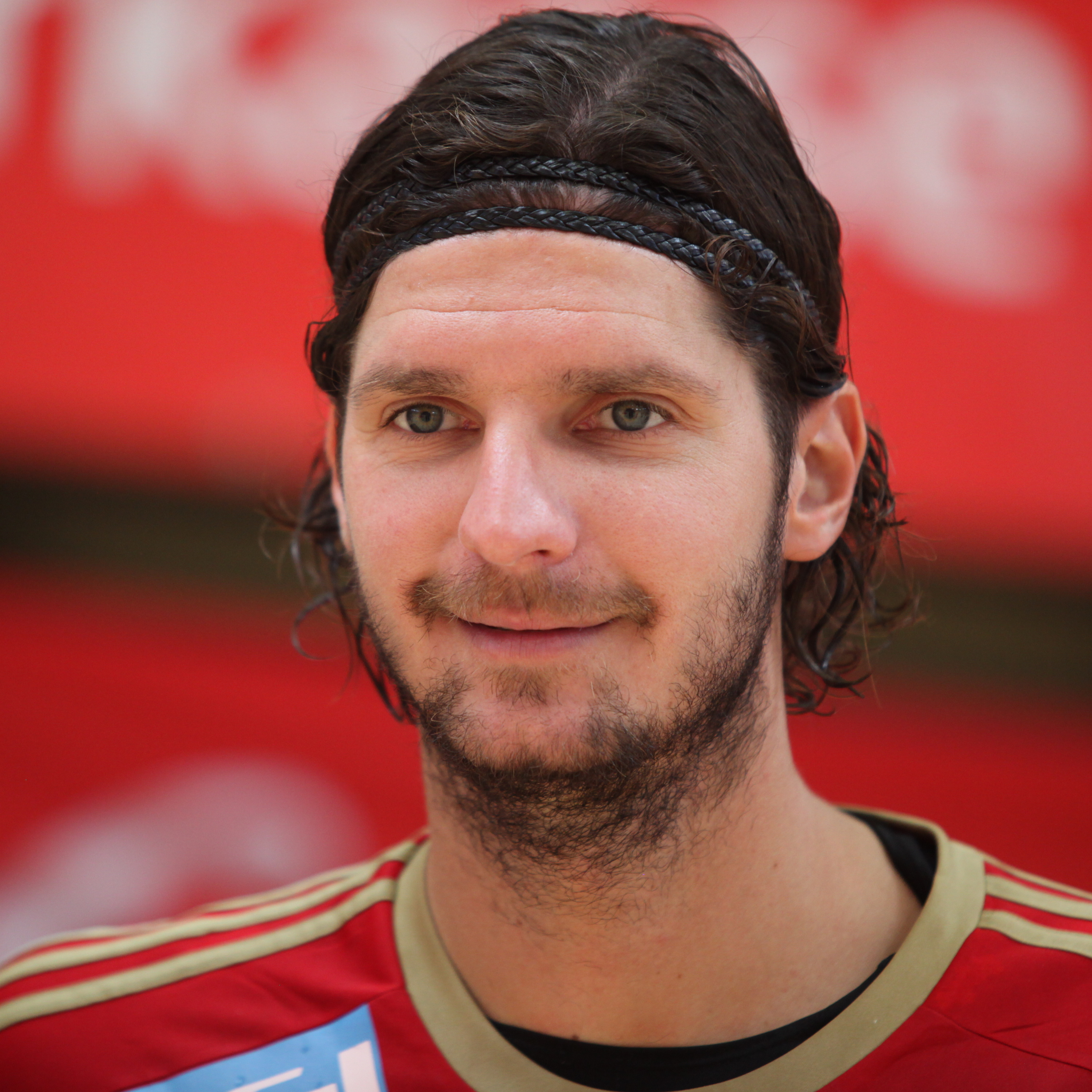
László Nagy (* 1981)

- Nagy, Laura (* 2003), ungarische Handballspielerin
- Nagy, Marcell (* 1991), ungarischer Schauspieler und Kameramann
- Nagy, Marcell (* 2002), ungarischer Stabhochspringer
- Nagy, Margit (* 1945), ungarische Archäologin
- Nagy, Marianna (1929–2011), ungarische Eiskunstläuferin
- Nagy, Markus (* 1963), deutscher Koch
- Nagy, Márton (* 1976), ungarischer Politiker
- Nagy, Matt (* 1978), US-amerikanischer American-Football-Spieler und -Trainer
- Nagy, Michael (* 1976), deutscher Konzert-, Opern- und Oratoriensänger (Bariton) und Dirigent
- Nagy, Miklós (* 1918), rumänischer Fußballspieler
- Nagy, Mohamed (* 1984), ägyptischer Fußballspieler
- Nagy, Nikolasz (* 2000), ungarischer Fußballspieler
- Nagy, Pál (* 1935), ungarischer Degenfechter
- Nagy, Péter (1920–2010), ungarischer Literaturwissenschaftler
- Nagy, Peter (* 1955), österreichischer TV-Regisseur und Produzent
- Nagy, Peter (1964–2021), slowakischer Kanute
- Nagy, Péter (* 1992), ungarischer Tennisspieler
- Nagy, Peter Püspöki (* 1944), slowakischer Heraldiker, Historiker und Schriftsteller
- Nagy, Phyllis (* 1962), US-amerikanische Theater- und Drehbuchautorin
- Nagy, Richi (* 1966), österreichischer Rock-Pop-Sänger und Songwriter sowie Arrangeur und Musikproduzent
- Nagy, Robert (1929–2008), US-amerikanischer Opernsänger in der Stimmlage Tenor
- Nagy, Róbert (* 1966), ungarischer Cellist
- Nagy, Róbert (* 1972), slowakischer Radrennfahrer
- Nagy, Roland (* 1971), rumänischer Fußballspieler und -trainer
- Nagy, Róza (* 1951), ungarische Ökonomin und Politikerin
- Nagy, Simon (* 2001), slowakischer Radrennfahrer
- Nagy, Stanisław (1921–2013), polnischer Moraltheologe und Kardinal der römisch-katholischen Kirche
- Nagy, Tibor (1910–1995), ungarischer provinzialrömischer Archäologe und Althistoriker
- Nagy, Tibor P. (* 1949), US-amerikanischer Diplomat ungarischer Herkunft
- Nagy, Tímea (* 1970), ungarische Degenfechterin
- Nagy, Timo (* 1983), deutscher Fußballspieler
- Nagy, Tünde (* 1968), ungarische Fußballspielerin
- Nagy, Viktor (* 1984), ungarischer Wasserballspieler
- Nagy, Vilmos (1884–1976), ungarischer General, Verteidigungsminister und Schriftsteller
- Nagy, Zoltán (* 1974), ungarischer Fußballtorhüter
- Nagy, Zsigmond (1937–2010), ungarischer Kugelstoßer
- Nagy, Zsolt (* 1993), ungarischer Fußballspieler
- Nagy, Zsuzsa (* 1951), ungarische Turnerin
- Nagylúcse, Orbán von († 1493), Bischof von Raab, Erlau und Administrator von Wien
- Nagymihály, Luca (* 1997), ungarische Tennisspielerin
- Nagyová, Henrieta (* 1978), slowakische Tennisspielerin
- Nagyová, Jana (* 1959), slowakische SchauspielerinJana Nagyová (* 1959)

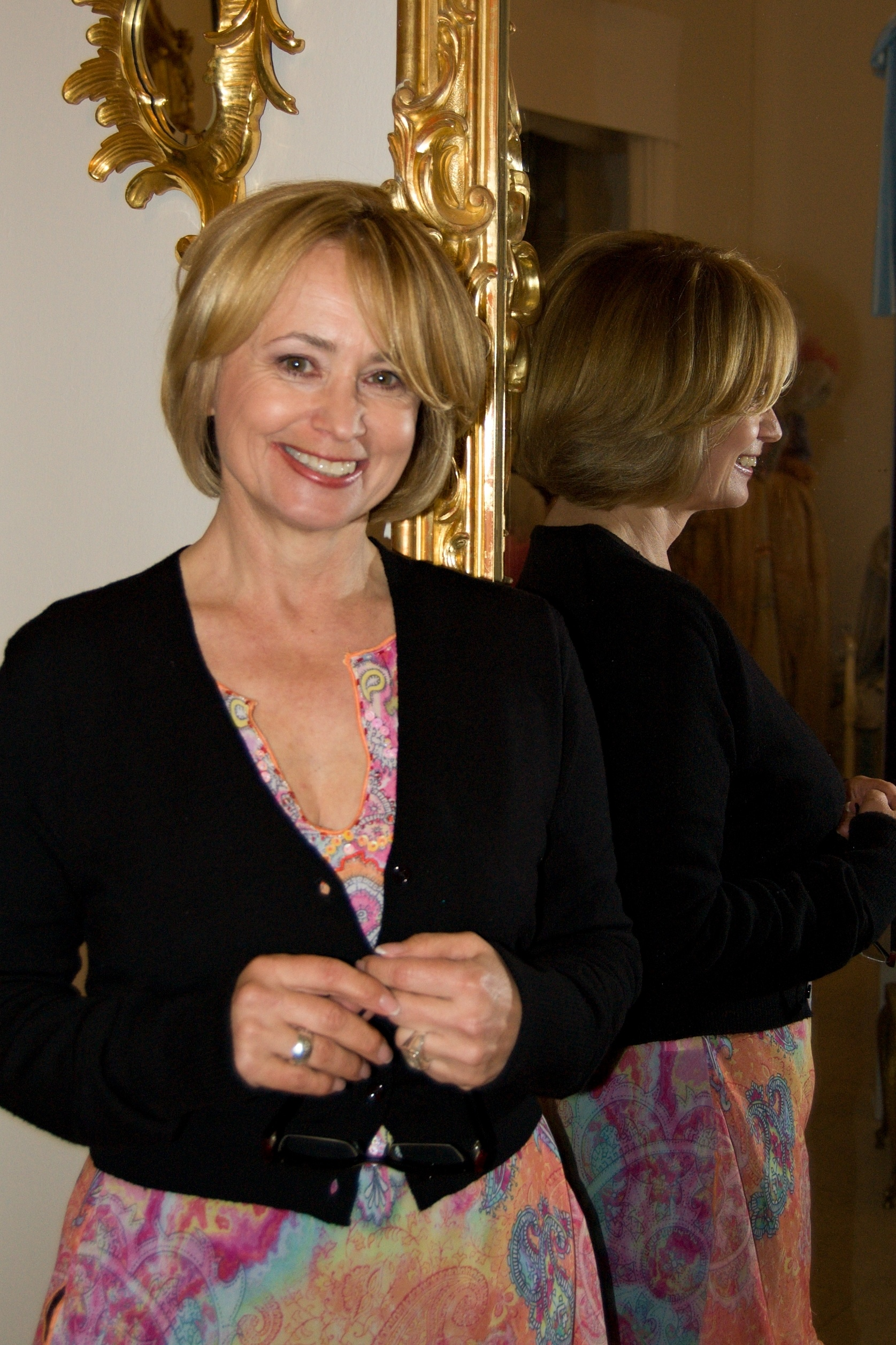
Jana Nagyová (* 1959)